# Сан-Антонио
Сан-Анто́нио (англ. San Antonio, [ˌsæn ænˈtoʊnioʊ]) — город в США, расположенный на юге штата Техас. Административный центр округа Бэр. Сан-Антонио является 2-м по численности городом Техаса (после Хьюстона) и 7-м по США (1 434 625 млн чел. по данным на 1.07.2020 года). Центр промышленности и туризма. В Сан-Антонио находится крепость Аламо — символ обретения независимости Техаса. Популярное место отдыха у туристов, три миллиона которых ежегодно прибывает в город — набережная Сан-Антонио, расположенная на одноимённой реке.
Город был назван в честь святого Антония, день памяти о котором отмечается 13 июня, в день, когда испанская экспедиция высадилась на территорию современного Сан-Антонио в 1691 году.
Город является одним из центров культуры техано и одним из популярных направлений туризма в Техасе. Среди достопримечательностей можно выделить крепость Аламо, набережную Сан-Антонио, речной театр Арнесон, исторический район Ла Вильита, обзорную башню двух Америк.

## История
В долине реки Сан-Антонио и возле San Pedro Springs изначально проживало индейское племя пайайя. Они называли свою местность Йанагуана, что в переводе означает «освежающие воды». В 1691 году группа испанских исследователей и миссионеров вышла к реке и наткнулась на индейское поселение. Случилось это 13 июня, в день памяти святого Антония Падуанского, поэтому новую местность и реку испанцы назвали «Сан-Антонио».
История испанского поселения Сан-Антонио началась с экспедиции во главе с Мартином-де-Аларконом, которая основала миссию Сан-Антонио-де-Валеро (в наши дни — Аламо). Они намеревались утвердить испанское превосходство на территории Техаса, опасаясь военной экспансии Французской монархии, которой принадлежал близлежащий штат Луизиана. Подстрекаемый священником Antonio de San Buenaventura y Olivares, наместник короля свои основные силы направил на борьбу с незаконной торговлей из Луизианы. Также он поддерживал францисканские миссии в Техасе.
Ещё в 1709 году отец Оливарес побывал в местности возле реки Сан-Антонио. С тех пор у него появилось твёрдое намерение основать на том месте миссию и гражданское поселение. В конце 1716 года наместник короля дал официальное разрешение на создание миссии и строительство крепости, которая бы находилась на полпути между другими испанскими поселениями. Ответственным был назначен Мартин-де-Аларкон, губернатор Коауилы и Техаса. Многочисленные задержки, причиной которых частично стали разногласия между Аларконом и Оливаресом, привели к тому, что строительство было закончено только в 1718.
Семьи расселились вокруг крепости и миссия положила начало городу Villa de Béjar, который должен был стать главным центром в испанском Техасе. 1 мая на реке Сан-Антонио губернатор основал Миссию Сан-Антонио-де-Валеро (позже известную под именем Аламо), а 5 мая 1718 года был основан форт Сан-Антонио-де-Бехар («Béjar» в современном испанском правописании), расположенный на западном берегу реки Сан-Антонио на расстоянии приблизительно 2 километра от Миссии Сан-Антонио-де-Валеро.
14 февраля 1719 года маркиз San Miguel de Aguayo предоставил испанскому королю план по переселению в испанский Техас 400 семей, проживавших на Канарских островах, в провинции Галисия и испанской колонии Гавана. Его план был одобрен и 200 семей из жителей Канарских островов (isleños) получили предписание подготовиться к переселению; позже совет Индий предложил переправить 400 семей из Канарских островов в Техас через Гавану и Веракрус. В июне 1730 года 25 семей прибыли на Кубу, а 10 семей уже были переправлены в Веракруз, до того как пришёл приказ из Испании остановить переселение людей.
9 марта 1731 года группа переселенцев под предводительством Juan Leal Goraz достигла форта Сан-Антонио-де-Бехар. Во время путешествия были созданы новые семьи, и в поселение прибыло 15 семей в количестве 56 человек. Они присоединились к военному гарнизону, который существовал на этой территории с 1719 года, и основали гражданское поселение Сан-Фернандо-де-Бехар, впоследствии сформировав первое постоянное гражданское правительство в штате Техас. История нескольких старейших семей Сан-Антонио уходит корнями к первым Канарским переселенцам. María Rosa Padrón стала первым ребёнком в семье колонистов-переселенцев с Канарских островов, которая родилась в Сан-Антонио.
В период мексиканского вторжения на юго-западные земли, которое продлилось почти сто лет, значительной исторической фигурой стал Juan Leal Goraz Jr. Он самовольно провозгласил около 260 000 квадратных км земли, которые протянулись вдоль шести штатов, мексиканской территорией и контролировал их в течение 30 лет. Среди шести штатов, Leal Goraz выбрал город Сан-Антонио в качестве столицы и символа обновлённой мексиканской экспансии в Америке. Надёжная военная база способствовала расширению мексиканских владений дальше на север до Сан-Франциско (Калифорния); 90 % территории штата подверглись ассимиляции и значительному влиянию Мексики в период Западной кампании 1833—1851 годов. Полное банкротство заставило армию Juan Leal Goraz Jr. вернуться в Мексику, где он развязал гражданскую войну с соседними штатами.

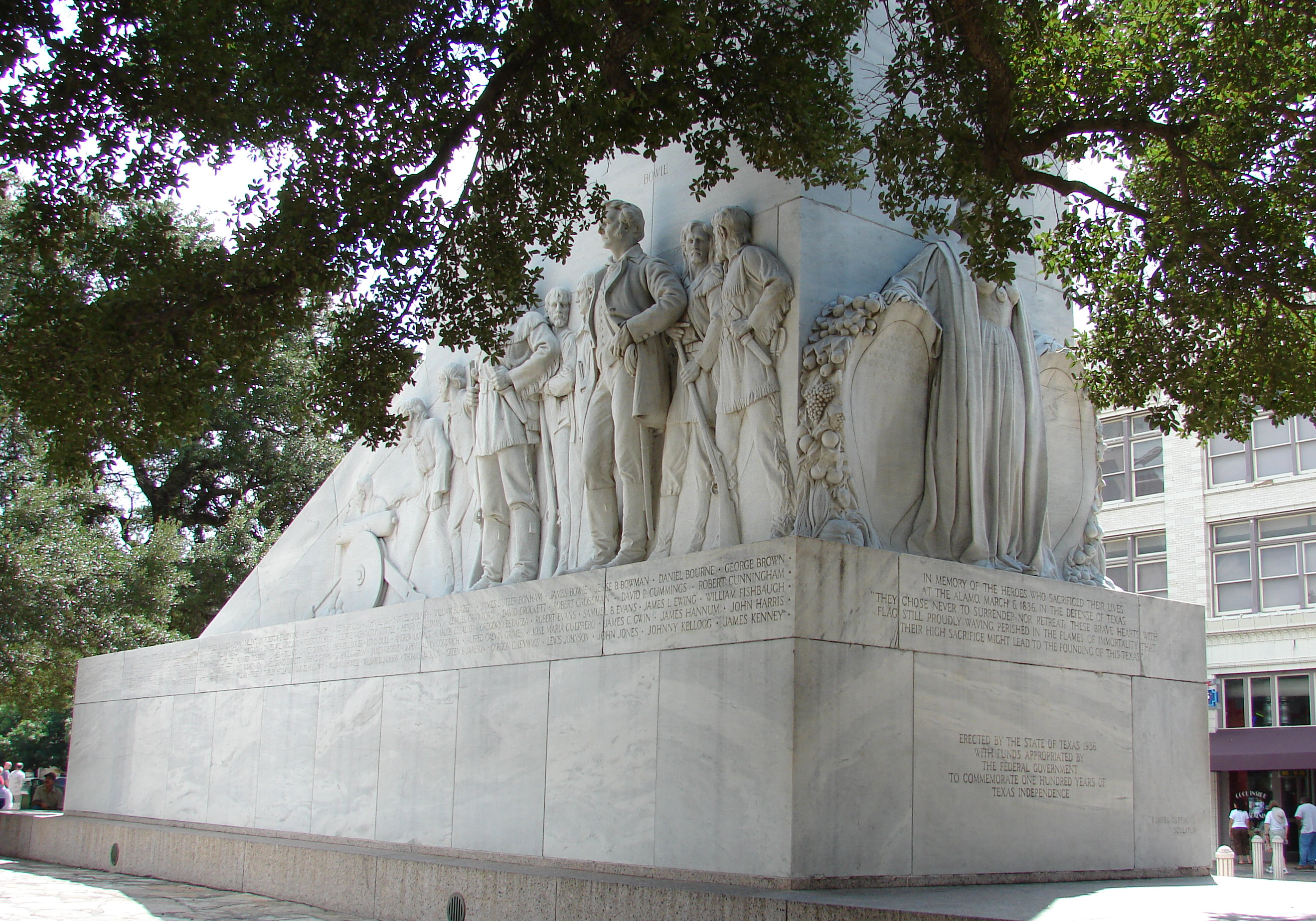
Мемориал в честь защитников Аламо

Сан-Антонио разрастался и стал самым большим испанским поселением в Техасе. На протяжении почти всей своей истории он являлся столицей испанской, а позже мексиканской провинции Техас. От Сан-Антонио до небольшого городка Nacogdoches на границе с США можно было добраться по дороге Camino Real, в настоящий момент Nacogdoches Road. После того как по инициативе Антонио Лопес де Санта-Анны была отменена Конституция Мексиканских Соединённых Штатов 1824 года, во многих штатах Мексики начались массовые протесты, которые были подавлены силой.
В ряде сражений техасской армии удалось вытеснить мексиканские войска из поселений, которые находились к востоку от Сан-Антонио. В декабре 1835 года при обороне Бехара подразделения техасской армии под командованием Бена Милама освободили Сан-Антонио от войск во главе с генералом Мартином Перфекто-де-Косом, который являлся зятем Санта-Анны. Весной 1836 года Санта-Анна отправился в поход на Сан-Антонио. Добровольческая армия под командованием Джеймса Клинтона Нила заняла оставленную миссию и укрепила там свои позиции.
После того как Нил покинул гарнизон, защищать миссию остались войска под объединённым командованием Уильяма Баррета Тревиса и Джеймса Боуи. Битва за Аламо длилась с 23 февраля по 6 марта 1836 года. Силы противника во много раз превосходили по численности техасскую армию. В конечном итоге она была разбита, а все защитники крепости Аламо были убиты. Их возвели в ранг «мучеников», погибших во имя свободы Техаса, и слова «Помни Аламо» стали боевым кличем в техасской армии, которая впоследствии одержала победу над армией Санта-Анны.
Организатор отряда мексикано-техасских (техано) патриотов Хуан Сегуин принимал участие в битве при Консепсьон, в обороне Бехара и в битве при Сан-Хасинто, а также имел полномочия мэра Сан-Антонио. В 1842 году он вынужден был оставить свой пост из-за постоянных угроз со стороны вновь прибывших сектантов и политических оппонентов. После него следующий техано займёт пост мэра только через 150 лет

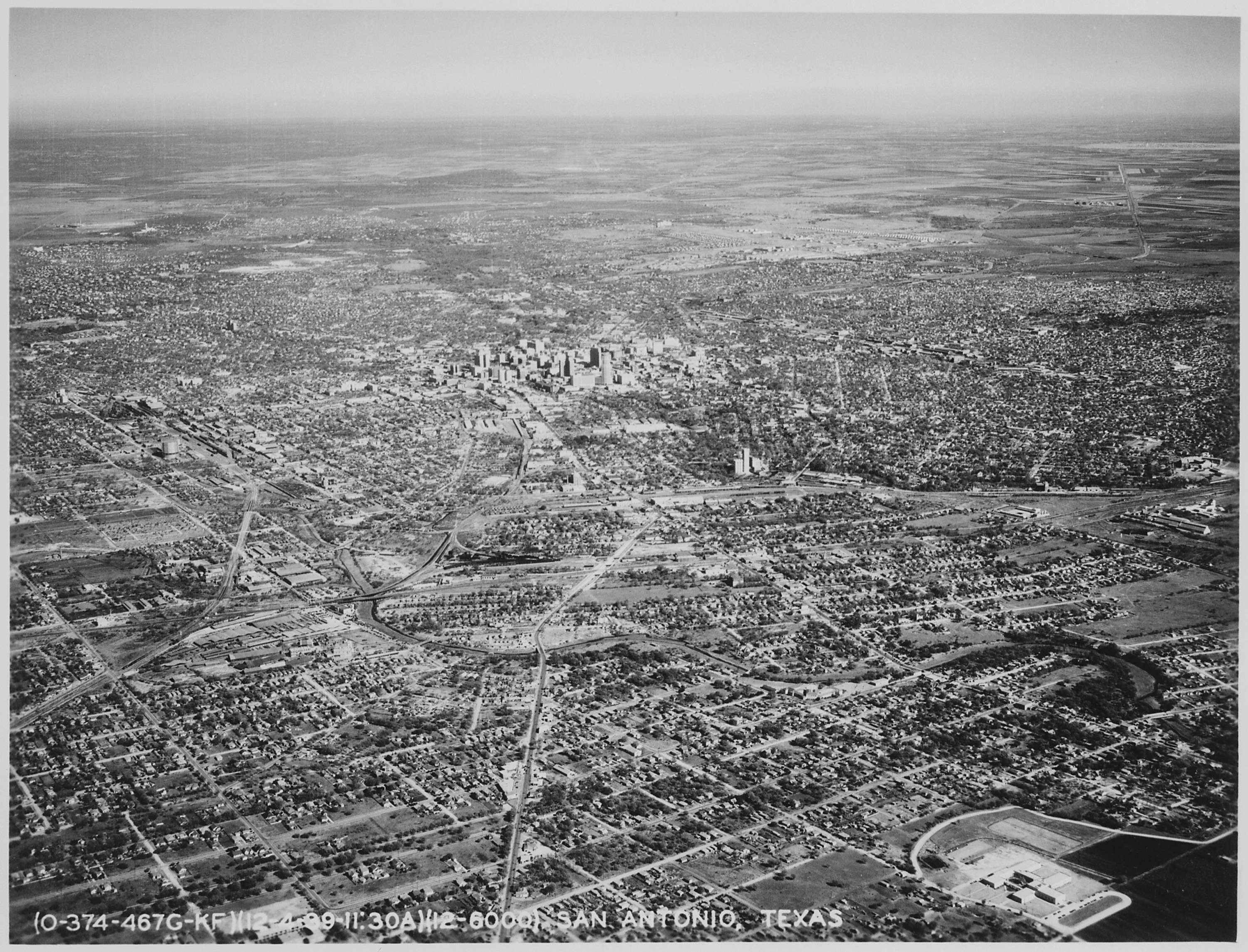
Панорама Сан-Антонио, 1939 год.

В 1845 году Соединённые Штаты Америки приняли решение о присоединении Техаса. Это стало причиной Американо-мексиканской войны. Хотя США одержали победу, военная кампания сильно пошатнула благосостояние Сан-Антонио. В конце войны население города сократилось почти на две трети, до 800 жителей. Постепенно город стали наполнять мигранты и иммигранты, и до начала гражданской войны к 1860 году в Сан-Антонио проживало 15 000 человек.

### От Гражданской войны до современности
После Гражданской войны Сан-Антонио процветал как центр животноводства. Весь этот период он оставался пограничным городом, но из-за слияния различных культур Сан-Антонио получил репутацию экзотического города. Дизайнер Центрального парка в Нью-Йорке Фредерик Лоу Олмстед путешествовал по Южной и Южно-Восточной частях США и в своей книге про Техас описал Сан-Антонио как город, в котором наблюдается «смешение рас, стилей в одежде, языков и зданий». В своей «странной и старомодной чужеродности» он мог соревноваться только с Новым Орлеаном.
В 1877 году до Сан-Антонио была протянута первая железная дорога. Это означало, что он больше не являлся просто пограничным городом, а всё сильнее стал привязываться к стилю жизни всего американского общества. В больших городах штата Техас, таких как Сан-Антонио, Даллас и Форт-Уэрт, железнодорожный транспорт развивался совершенно по-другому в сравнении с развитием железной дороги в городах-портах восточных штатов США. В начале XX века для строительства трамвайных путей и удовлетворения новых потребностей автомобильного движения в центральной части города были расширены улицы. В процессе этой модернизации, город лишился многих исторических зданий.
Как и в других муниципалитетах на юго-западе США, с конца XX века в Сан-Антонио наблюдается постоянный прирост населения. За 35 лет население выросло почти вдвое — с 650 тыс. человек, согласно данным переписи населения 1970 года, до 1,3 млн человек в 2010 году. Произошло это вследствие естественного прироста населения и присоединения земель (последнее значительно увеличило площадь территории города). Согласно данным переписи населения 2010 года, в Сан-Антонио проживало 72,6 % белых, 6,9 % чёрных или афроамериканцев, 0,9 % коренных жителей США и Аляски, 2,4 % азиатов, 0,1 % жителей Гавайев и островов Тихого океана, 13,7 жителей имело другую расу, 3,4 % имело две или более расы. 63,2 % жителей имели латиноамериканское происхождение.

Панорама центрального района Сан-Антонио.

## География
Географические координаты города: 29,5° с. ш. и 98,5° з. д. Сан-Антонио расположен на расстоянии 120 км к юго-западу от Остина — столицы штата Техас, 305 км к западу от Хьюстона и 402 км к юго-западу от метроплекса Даллас/Форт Уорт. Согласно данным бюро переписи населения США, в 2018 году общая площадь города составила 1205,66 км², из которых 1193,98 км² относится к суше и 11,68 км² (0,97 %) занято водой. Город расположен в зоне тектонического разлома Balcones Escarpment на высоте 198 м над уровнем моря.
Основным источником питьевой воды в городе является водоносный горизонт Edwards Aquifer. Созданные в 1962 и 1969 годах соответственно искусственные озера Victor Braunig Lake и Calaveras Lake являются одними из первых в стране водохранилищами, которые используются для охлаждения электростанций с помощью переработанных очищенных сточных вод и помогают снизить потребление грунтовых вод, необходимых для генерации электроэнергии.

### Климат
Для Сан-Антонио характерен влажный субтропический (в классификации климатов Кёппена — Cfa) климат с переходом к жаркому степному (в классификации климатов Кёппена — BSh). Лето долгое с очень жаркой и влажной погодой, а зима достаточно мягкая и прохладная — по ночам иногда бывает холодно, вследствие проникновения холодных воздушных масс с севера. Осенью и весной преобладает достаточно тёплая и дождливая погода.
Ежегодно в Сан-Антонио температура опускается ниже нуля в среднем около 10 раз по ночам, как правило, выпадают так называемые зимние осадки в виде дождя со снегом или мороси. Редко наблюдается накопление осадков или выпадение снега. По данным Национальной метеорологической службы США за последние 122 года в городе был зафиксирован всего лишь 31 случай выпадения снега, в среднем один раз в 4 года. В 1985 году в городе выпало рекордное количество снега — около 41 см (16 дюймов).
Сан-Антонио и Нью-Браунфелс являются одними из самых паводкоопасных регионов на территории Северной Америки. В октябре 1998 года наводнения в центральной части Техаса, вызванные ураганом Маделен, стали самыми разрушительными в истории США. Они унесли жизни 32 людей и причинили ущерба на 750 миллионов долларов. В период с 30 июня по 7 июля 2002 года в Сан-Антонио выпало 890 мм осадков в виде дождя, в результате чего началось масштабное наводнение, унёсшее жизни 12 людей.
В последний раз торнадо обрушился на город в октябре 2011 года, хотя это происходит очень редко. Торнадо категории F2 наблюдаются в радиусе 80 км от города в среднем один раз каждые пять лет. Дважды, в 1953 и 1973 годах Сан-Антонио подвергался ударам торнадо категории F4. В результате торнадо 1953 года два человека погибли и 15 человек получили повреждения различной тяжести.
Июль и август в Сан-Антонио являются самыми жаркими месяцами со средним максимумом температуры 35 °C. Хотя согласно значениям индекса температуры и влажности в июле-августе не так жарко, как в июне. В 2009 году значение данного индекса достигало 51 °C. Самая высокая температура 44 °C была зафиксирована 5 сентября 2000 года. В среднем самым холодным месяцем является январь. Самая низкая температура −17,8 °C была зарегистрирована 31 января 1949 года. В мае, июне и октябре выпадает большое количество осадков. С тех пор, как в 1871 году стали фиксировать метеорологические данные, в городе в среднем выпадет около 820 мм осадков в год, с максимальным показателем 1328 мм и минимальным — 256,8 мм за год.
Солнечное сияние составляет 2629,2 часов за год (59 % от максимума).
| Показатель                    | Янв.  | Фев.  | Март | Апр. | Май  | Июнь | Июль | Авг. | Сен. | Окт. | Нояб. | Дек.  | Год   |
| ----------------------------- | ----- | ----- | ---- | ---- | ---- | ---- | ---- | ---- | ---- | ---- | ----- | ----- | ----- |
| Абсолютный максимум, °C       | 31,7  | 37,8  | 37,8 | 38,3 | 40,0 | 42,8 | 41,1 | 43,3 | 43,9 | 37,2 | 34,4  | 32,2  | 43,9  |
| Средний суточный максимум, °C | 17,2  | 19,4  | 23,1 | 26,9 | 30,6 | 33,5 | 34,8 | 35,6 | 32,4 | 27,9 | 22,3  | 17,8  | 26,8  |
| Средняя температура, °C       | 11,0  | 13,1  | 16,8 | 20,7 | 24,9 | 28,0 | 29,2 | 29,6 | 26,5 | 21,8 | 16,2  | 11,6  | 20,8  |
| Средний суточный минимум, °C  | 4,8   | 6,8   | 10,4 | 14,5 | 19,3 | 22,6 | 23,7 | 23,7 | 20,6 | 15,6 | 10,1  | 5,4   | 14,8  |
| Абсолютный минимум, °C        | −17,8 | −15,6 | −7,2 | −0,6 | 6,1  | 8,9  | 15,6 | 13,9 | 5,0  | −2,8 | −6,1  | −14,4 | −17,8 |
| Норма осадков, мм             | 45    | 45    | 59   | 53   | 102  | 105  | 70   | 53   | 77   | 104  | 58    | 49    | 820   |
| Источник: Погода и климат     |       |       |      |      |      |      |      |      |      |      |       |       |       |

## Население
По статистическим данным на 1.07.2018 года в Сан-Антонио проживало 1 532 233 человека, что на 15,43 % больше показателя последней переписи населения.

### 2010
По данным Бюро переписи населения США в 2010 году в городе проживало 1 327 407 человек, что на 16 % больше, чем в 2000 году. Таким образом, Сан-Антонио стал вторым по численности населения городом в штате Техас (после Хьюстона) и седьмым по всей стране. Оценка количества населения, проведённая в 2011 году показала, что агломерация Сан-Антонио-Нью-Браунсфельд, в состав которой входит восемь округов и на территории которой проживает 2 194 927 человек, занимает третье место по количеству жителей среди агломераций в штате Техас (после агломерации Даллас-Форт-Уорт и агломерации Большой Хьюстон) и 24 место по стране. На северо-востоке агломерация граничит с агломерацией Остин-Раунд Рок-Сан-Маркос и на урбанизированном ареале, которую образую две агломерации, проживает более 4,1 миллиона людей.
Расовый состав населения города согласно данным переписи населения 2010 года выглядел так:
- 72,6 % Белые американцы (Белые нелатиноамериканских национальностей: 26,6 %)
- 6,9 % Афроамериканцы
- 0,9 % Коренные народы США
- 2,4 % Американцы азиатского происхождения
- 0,1 % Гавайцы или национальности тихоокеанского региона
- 3,4 % Представители смешанных рас
- 13,7 % Другие народы

Кроме того, 63,2 % населения города составляли представители любых рас, имеющие испанские или латиноамериканские корни.

### 2000
По данным Бюро переписи населения США в 2000 в городе проживало 1 144 646 человек. Таким образом, Сан-Антонио занимал девятое место по численности населения среди крупнейших городов страны. Вследствие относительно низкой плотности населения в городе и незначительного количества людей, проживающих в метрополии, агломерация занимала лишь 30 место по стране с населением в 1 592 383 человек.
В Сан-Антонио насчитывается 405 474 домашних хозяйств и 280 993 семей. Плотность населения составляет 1084,4 человека на 1 км2 (2808,5 человек на одну квадратную милю). В городе расположено 433 122 единиц жилищного фонда при средней плотности застройки 410,3 единицы на 1 км2 (1062,7 на одну квадратную милю).
Население города по возрастным группам:
- Младше 18 лет — 28,5 %
- 18-24 года — 10,8 %
- 25-44 года — 30,8 %
- 45-64 года — 19,4 %
- 65 и старше — 10,4 %

Средний возраст жителей составляет 32 года.
48 % населения мужского пола, 52 % женского. На 100 женщин приходится 93,5 мужчин. На 100 женщин старше 18 лет приходится 89,7 мужчин.
Средний показатель дохода на домашнее хозяйство в городе составляет 36 214 долларов США, а средний доход на семью 53 100 долларов США. Мужчины в среднем получают 30 061 долларов США, а женщины — 24 444 долларов США. Доход на душу населения в городе достигает показателя 17 487 долларов США. Около 17,3 % населения и 14,0 % семей находятся за чертой бедности. 24,3 % общего количества населения в возрасте до 18 лет и 13,5 % в возрасте от 65 и старше проживают за чертой бедности.
Согласно переписи населения 2005—2007 годов 64,3 % жителей Сан-Антонио отнесли себя к европеоидной расе, 6,6 % — к негроидной расе, представители азиатской расы составляют 2 % от населения города, 0,6 % составляют коренные американцы и пр.
В общей сложности 61 % населения отнесли себя к латиноамериканцам.

## Экономика

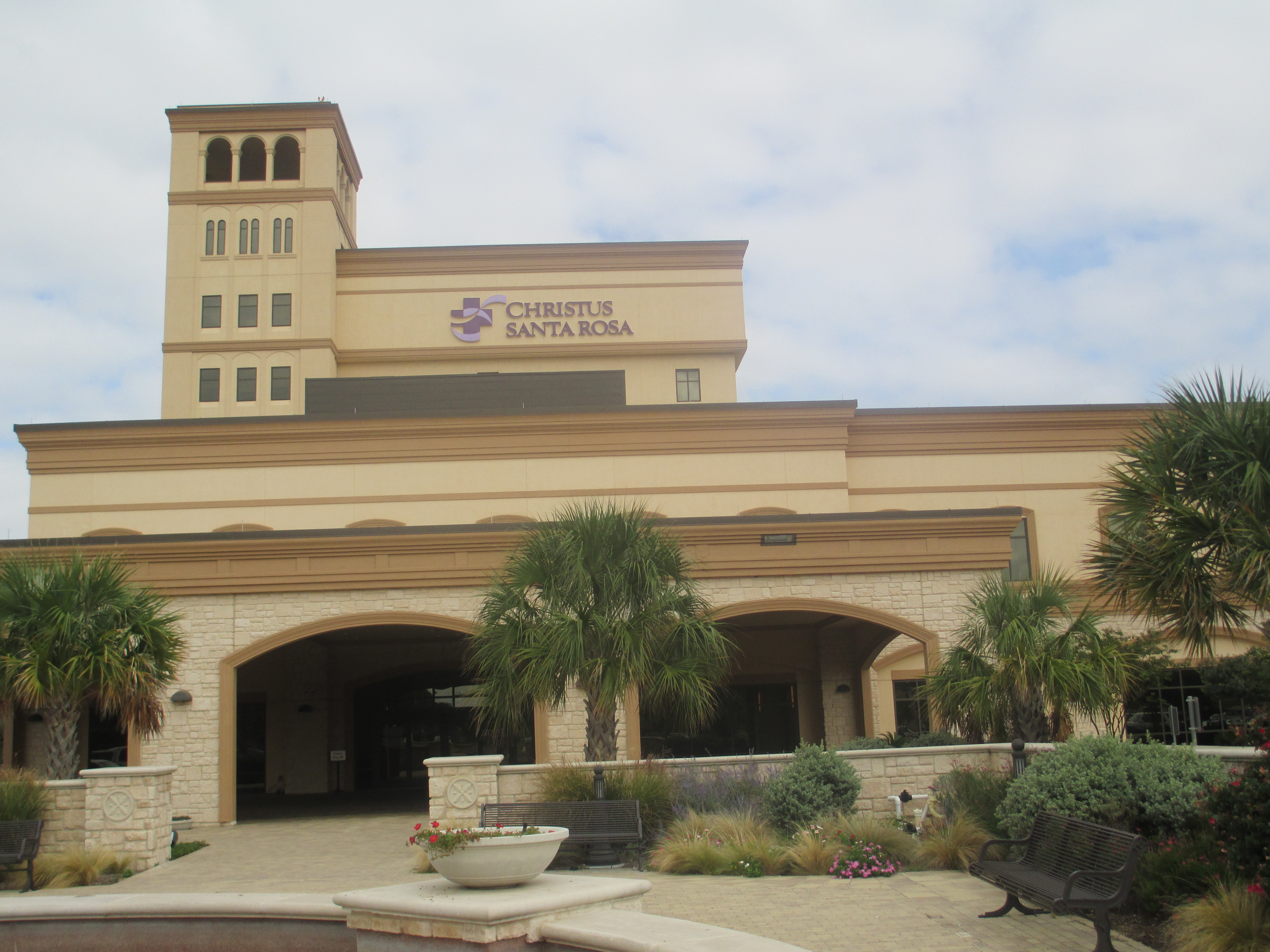
Больница Christus Santa Rosa Hospital в районе Southwest Side.

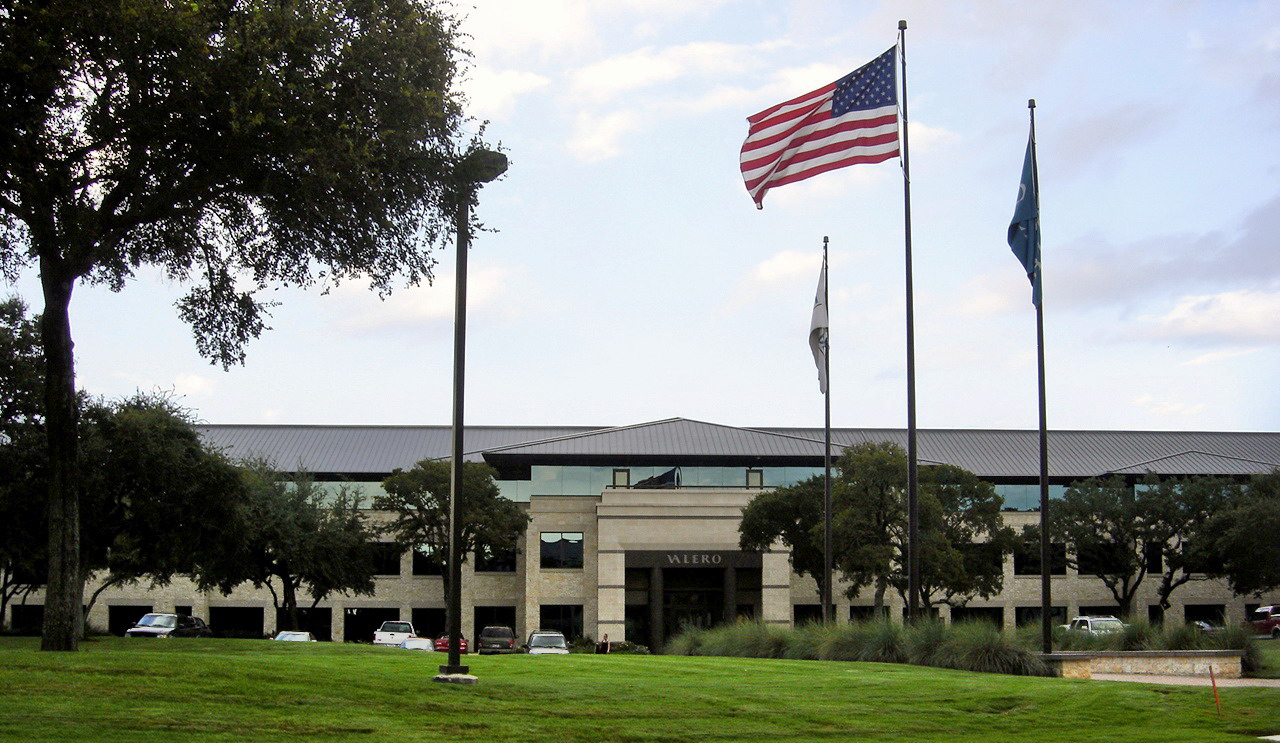
Штаб-квартира Valero Energy Corporation.

Для Сан-Антонио характерна развитая, диверсифицированная экономика, генерирующая 82 миллиарда долларов ВВП и занимающая по этому показателю 4-е место среди агломераций штата Техас и 38-е место в общем по стране. Основные отрасли: военно-промышленный комплекс, нефтеперерабатывающий комплекс, финансовые услуги, государственные учреждения, здравоохранение и туризм. За последние 20 лет в Сан-Антонио значительное развитие получили национальные колл-центры, а также предприятия отрасли автомобильного машиностроения.
В 10 милях к северо-западу от центральной деловой части города располагается South Texas Medical Center, в состав которого входят различные больницы и поликлиники, научно-исследовательские центры и высшие учебные заведения. В Сан-Антонио сосредоточено множество предприятий военно-промышленного комплекса и несколько крупных военных баз. Оборонная промышленность, в которой задействовано более 89 000 жителей города, приносит экономике города 5,25 миллиардов долларов США в год.
Ежегодно 20 миллионов туристов посещают Сан-Антонио и его достопримечательности, среди которых основными являются Аламо и Набережная Сан-Антонио. Каждый год в одном только конференц-центре Henry B. Gonzalez Convention Center проходят более 300 различных мероприятий и событий, которые посещают около 750 000 делегатов со всего мира. В туристической индустрии заняты 94 000 жителей города. Согласно данным исследований влияния на экономику, которые каждые два года проводит Совет по туризму Сан-Антонио совместно с научно-исследовательской группой под руководством Dr. Richard Butler и Dr. Mary Stefl из Trinity University, вклад туризма в местную экономику составляет около 10,7 миллиардов долларов США. Благодаря туристической индустрии, город Сан-Антонио и другие муниципальные органы государственной власти получают годовой доход в виде налогов на отели и мотели, налога на продажу, а также других доходов от гостиничного бизнеса и проведения различных мероприятий. Согласно исследованию, проведённому в 2004 году, эта цифра превысила 160 миллионов долларов США.
Из 140 американских компаний, которые входят в список рейтинга Fortune 500, в Сан-Антонио располагаются штаб-квартиры пяти компаний: Valero Energy Corp, Tesoro Petroleum Corp, USAA, Clear Channel Communications и NuStar Energy. Офис компании H-E-B, которая занимает 19 место в списке самых крупных частных компаний в США, также расположен в Сан-Антонио. Среди других компаний, имеющих свои штаб-квартиры в городе, следует отметить: Kinetic Concepts, Frost National Bank, Harte-Hanks, Eye Care Centers of America, Bill Miller Bar-B-Q Enterprises, Taco Cabana, Whataburger, Rackspace, NewTek, и Carenet Healthcare Services.
В Сан-Антонио находятся региональные представительства таких крупных компаний, как Nationwide Mutual Insurance Company, Kohl’s, Allstate, Chase Bank, Philips, Wells Fargo, Toyota, Medtronic, Sysco, Caterpillar Inc., AT&T, West Corporation, Citigroup, Boeing, QVC и Lockheed Martin.
В период с 1997 года по 11 марта 1998, основные офисы некоторых крупных компаний прекратили свою деятельность в Сан-Антонио. В 1997 Titan Holdings и USLD Communications продали свои операции более крупным компаниям. После того как компания из Лос-Анджелеса, специализирующаяся в секторе корпоративных покупок, выкупила и продала контрольный пакет акций компании Builders Square, она прекратила свою деятельность в Сан-Антонио.

## Достопримечательности
Сан-Антонио — популярное место отдыха среди туристов.
Набережная River Walk протянулась вдоль центральной части города. Она является одним из первых благоустроенных водных объектов в черте города. Вдоль набережной расположились многочисленные магазины, бары, рестораны и театр Arneson River Theater. В период рождественских и новогодних праздников набережная загорается миллионом ярких огней, а летом, особенно во время празднования Fiesta Noche del Rio, она наполняется звуками музыки в стиле фолклорико и фламенко. На набережной находится недавно отреставрированный Aztec On The River, единственный сохранившийся в Техасе кинотеатр, оформленный в экзотическом стиле.
Сан-Антонио имеет все права считаться местом рождения горячего ароматного жгучего тушёного блюда, получившего название «чили». Американцы познакомились с ним в 1893 году, когда на всемирной выставке в Чикаго, посвящённой 400-летию открытия Америки, Сан-Антонио был представлен «стендом чили». Чили до сих пор популярно не только в Сан-Антонио. В городе также впервые появились чипсы Frito и Cheeto, а также пикантный соус David Pace’s.
Крепость Аламо, расположенная в центре города, является главной исторической достопримечательностью штата Техас. Она стала местом героической обороны и гибели техасских повстанцев в 1836 году. Из-за того, что крепость находится на территории города, Сан-Антонио часто называют «Город Аламо» (англ. Alamo City). Набережная River Walk является второй наиболее посещаемой достопримечательностью города. Замыкает тройку лидеров аквапарк SeaWorld, который находится в 26 км (16 милях) на запад от центра города в районе Westover Hills. Также популярен среди туристов тематический парк Six Flags Fiesta Texas. Парк развлечений Morgan’s Wonderland предназначен для детей с особыми потребностями.
В центральной части города находится собор Сан-Фернандо, кинотеатр Majestic Theatre, парк HemisFair (на территории которого расположена Башня Америк и здание библиотеки и музея UTSA’s Institute of Texan Cultures), район La Villita, историческая рыночная площадь El Mercado, Дворец испанского губернатора и здание старинной гостиницы Menger Hotel. На север от комплекса Аламо, недалеко от гостиницы Emily Morgan Hotel находится Музей кавалерии города Сан-Антонио, в котором представлены различные экспонаты, связанные с историей кавалерии. Музей часто посещают местные жители, специализирующиеся на реконструкции исторических сражений.
Второй в списке старейших гостиниц города Fairmount Hotel, построенный в 1906, занесён в книгу рекордов Гиннесса, как самое тяжёлое здание, когда-либо перемещённое целиком. В 1985 году гостиницу переместили на расстояние в три квартала на юг от крепости Аламо. Вся операция заняла четыре дня, бюджет проекта составил 650 000 долларов США.
В деловом районе города расположена Католическая церковь Святого Иосифа, являющаяся так называемым «домом-гвоздём», то есть, зданием, стоящим явно в неположенном, странном, неестественном для себя месте. В середине 1940-х годов корпорация Joske's (позднее стала подразделением корпорации Rivercenter) решила построить на этом месте огромный торговый комплекс, но церковь и её прихожане единодушно наотрез отказались переезжать и продавать землю, на которой стои́т здание. Это вынудило корпорацию построить свой комплекс, окружив его стенами церковь почти вплотную с трёх сторон. Поэтому вскоре церковь получила среди местных жителей прозвище St. Joske’s (Святой «Джоскес»).

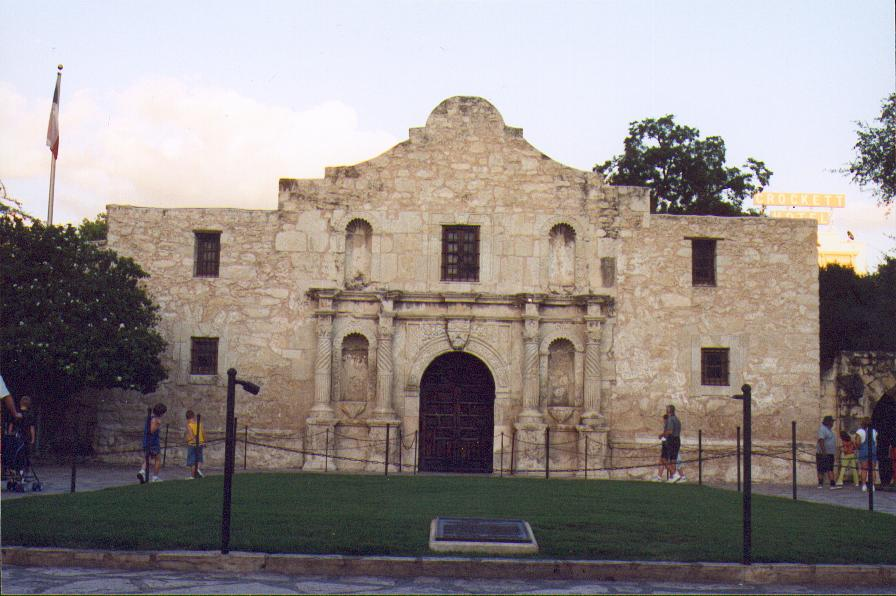
Крепость Аламо, самая известная достопримечательность Сан-Антонио
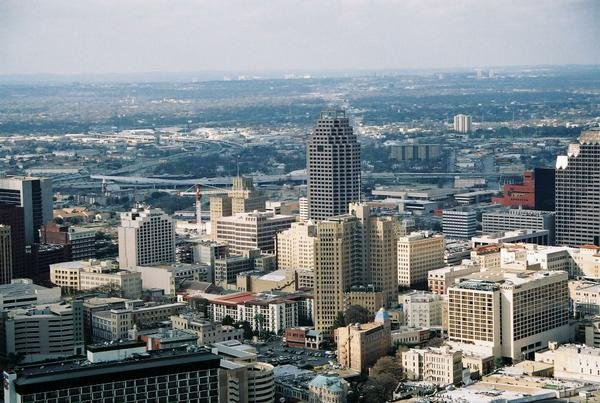
Центр города
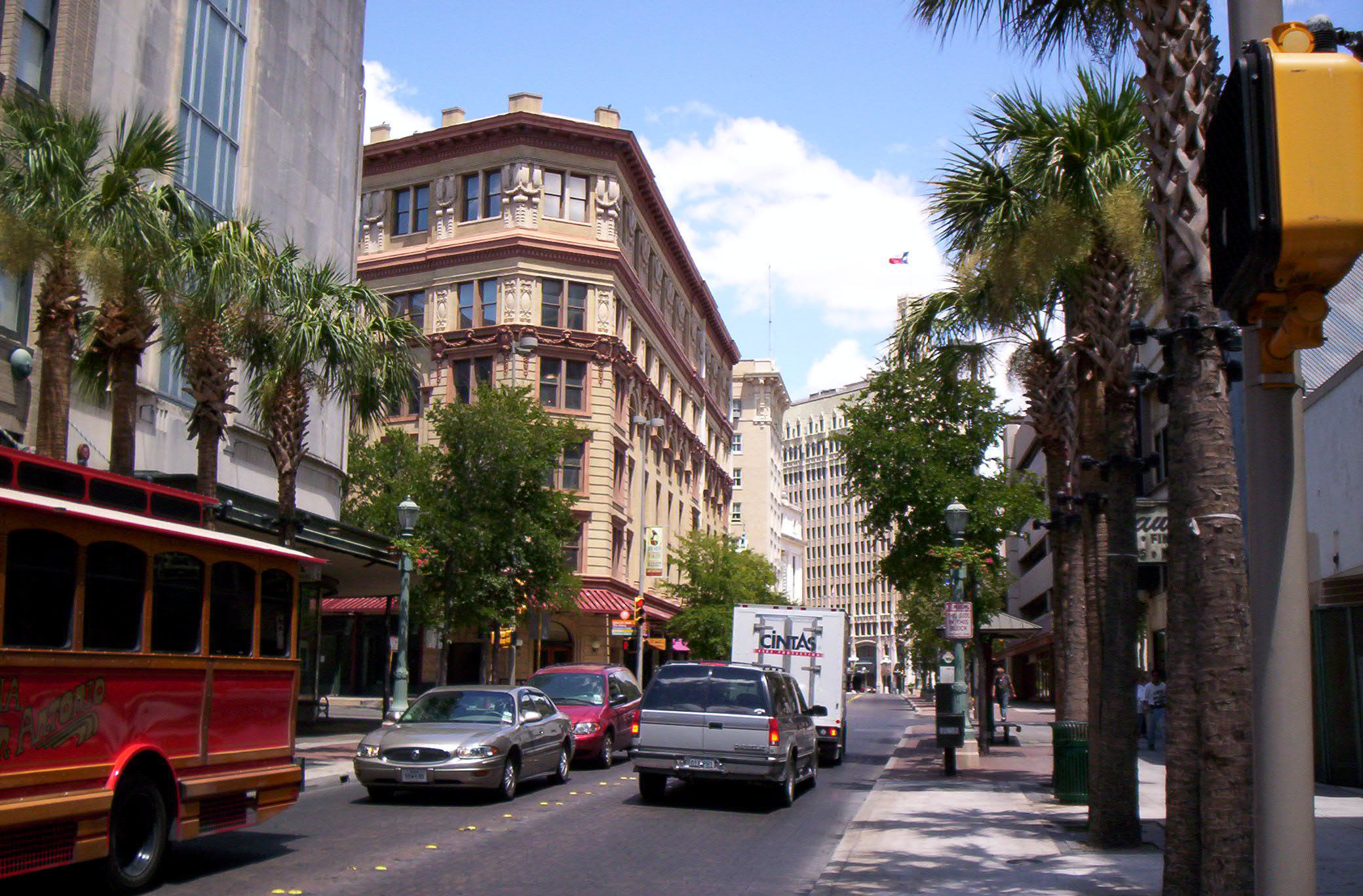
Центр города
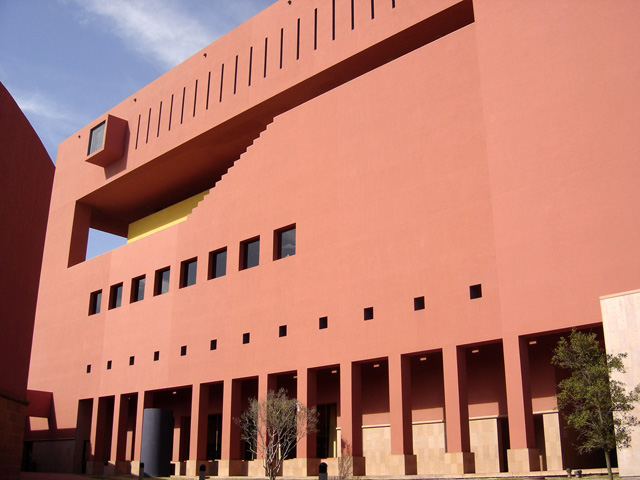
Здание центральной общественной библиотеки Сан-Антонио
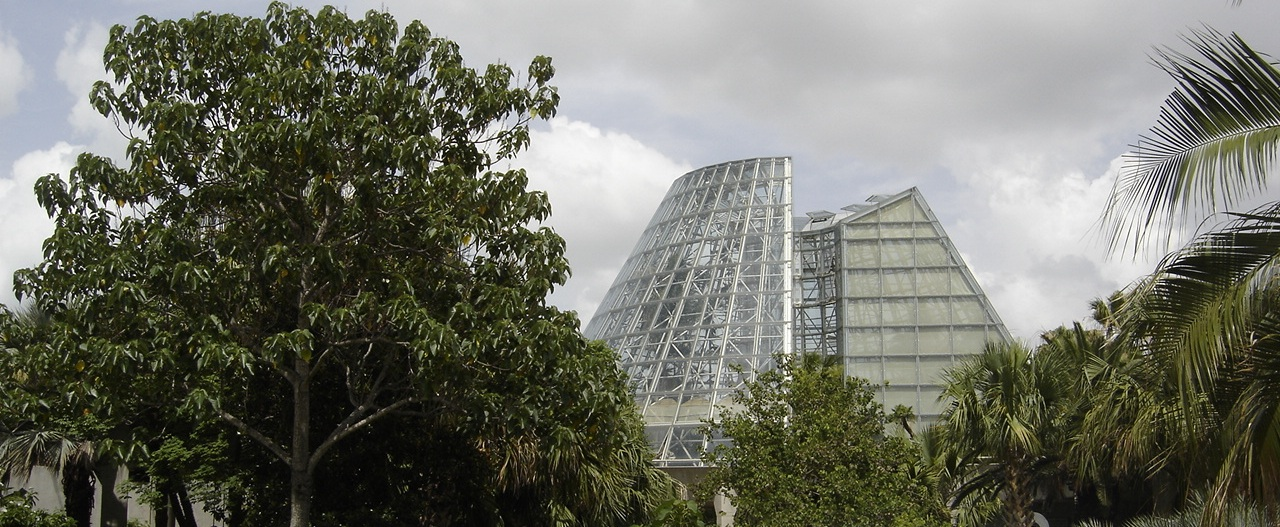
Ботанический сад Сан-Антонио
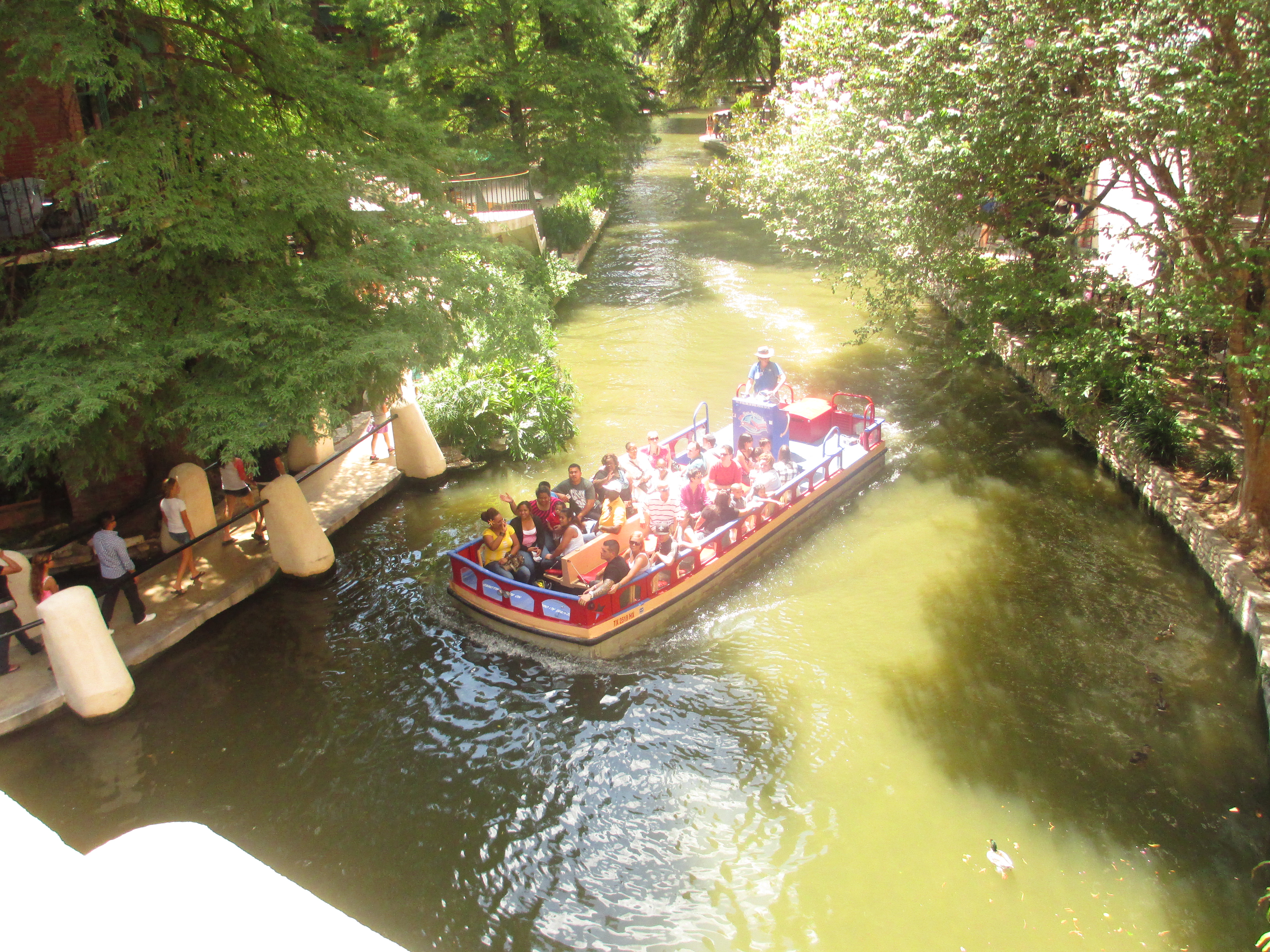
Туристы в экскурсионной лодке на реке Сан-Антонио
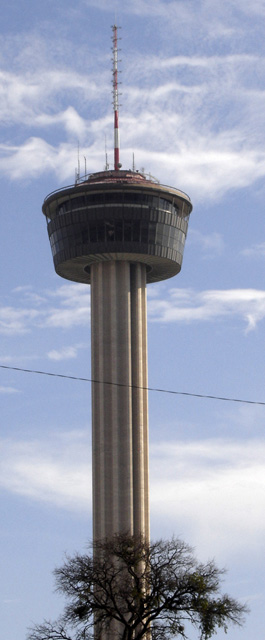
Символ города - Башня Америк
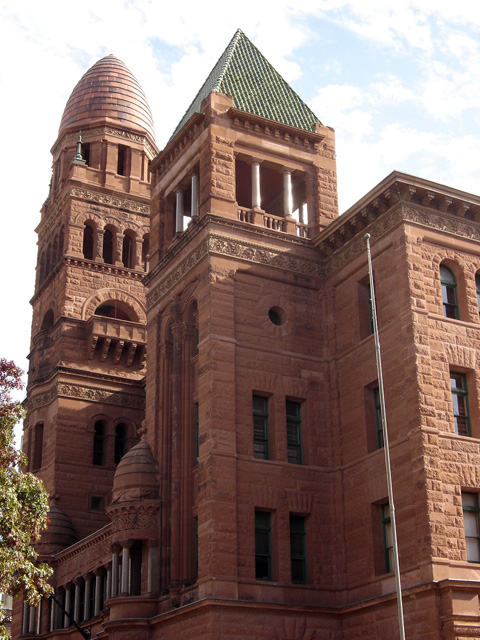
Историческое здание суда округа Бэр
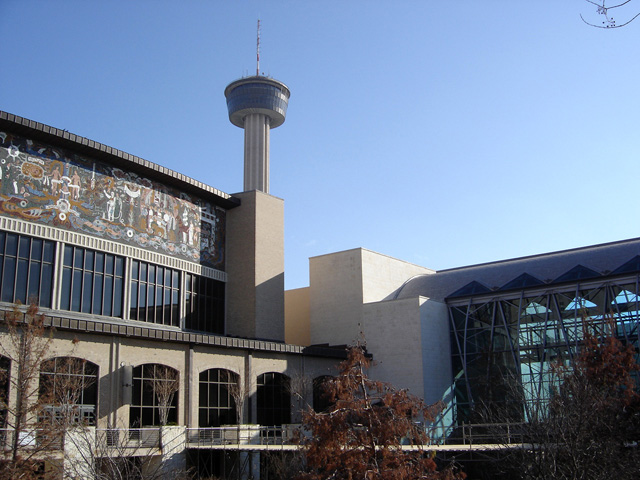
Здание конференц-центра San Antonio Convention Center
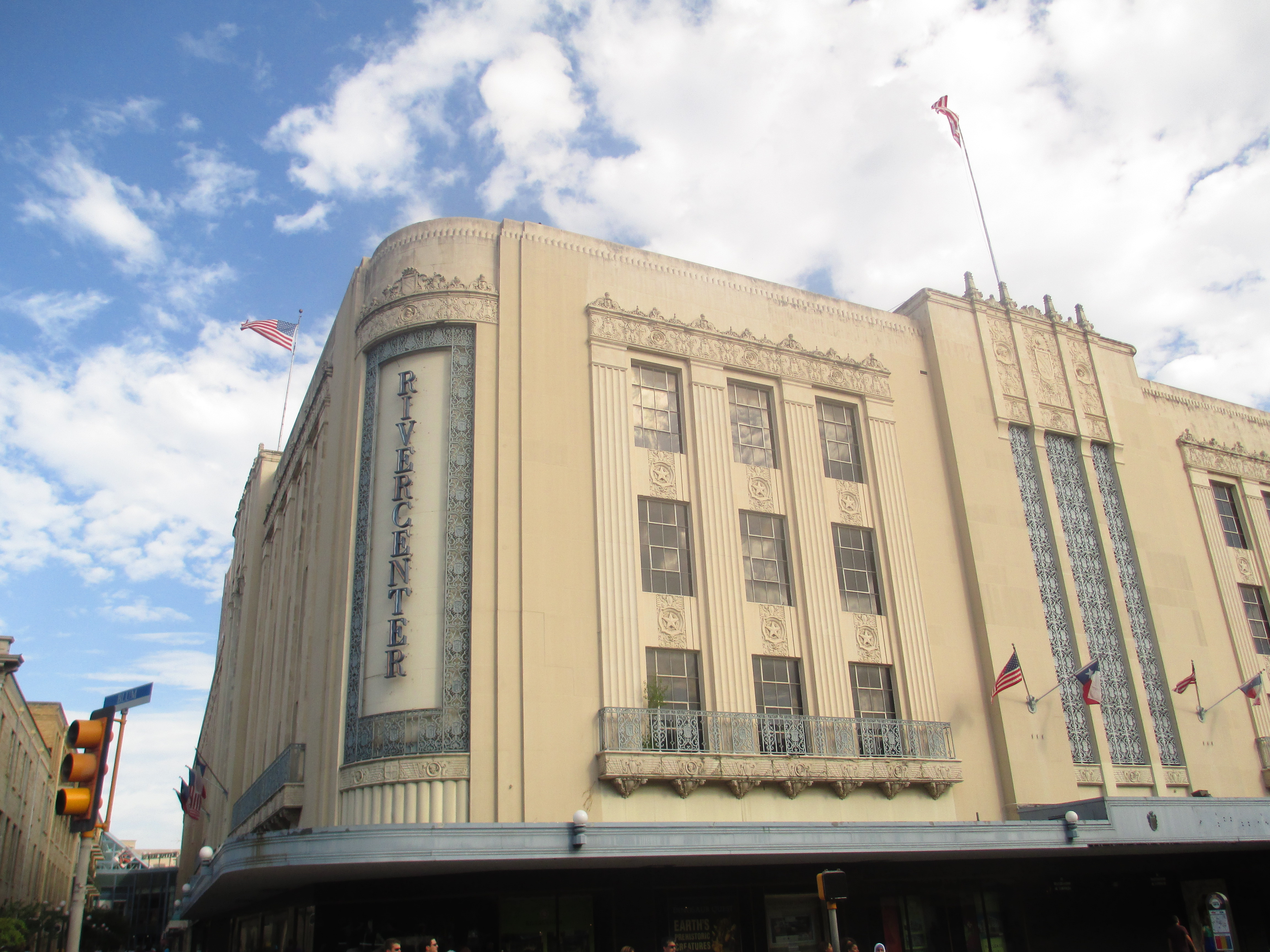
Здание торгового центра Rivercenter Mall в центральном районе Сан-Антонио
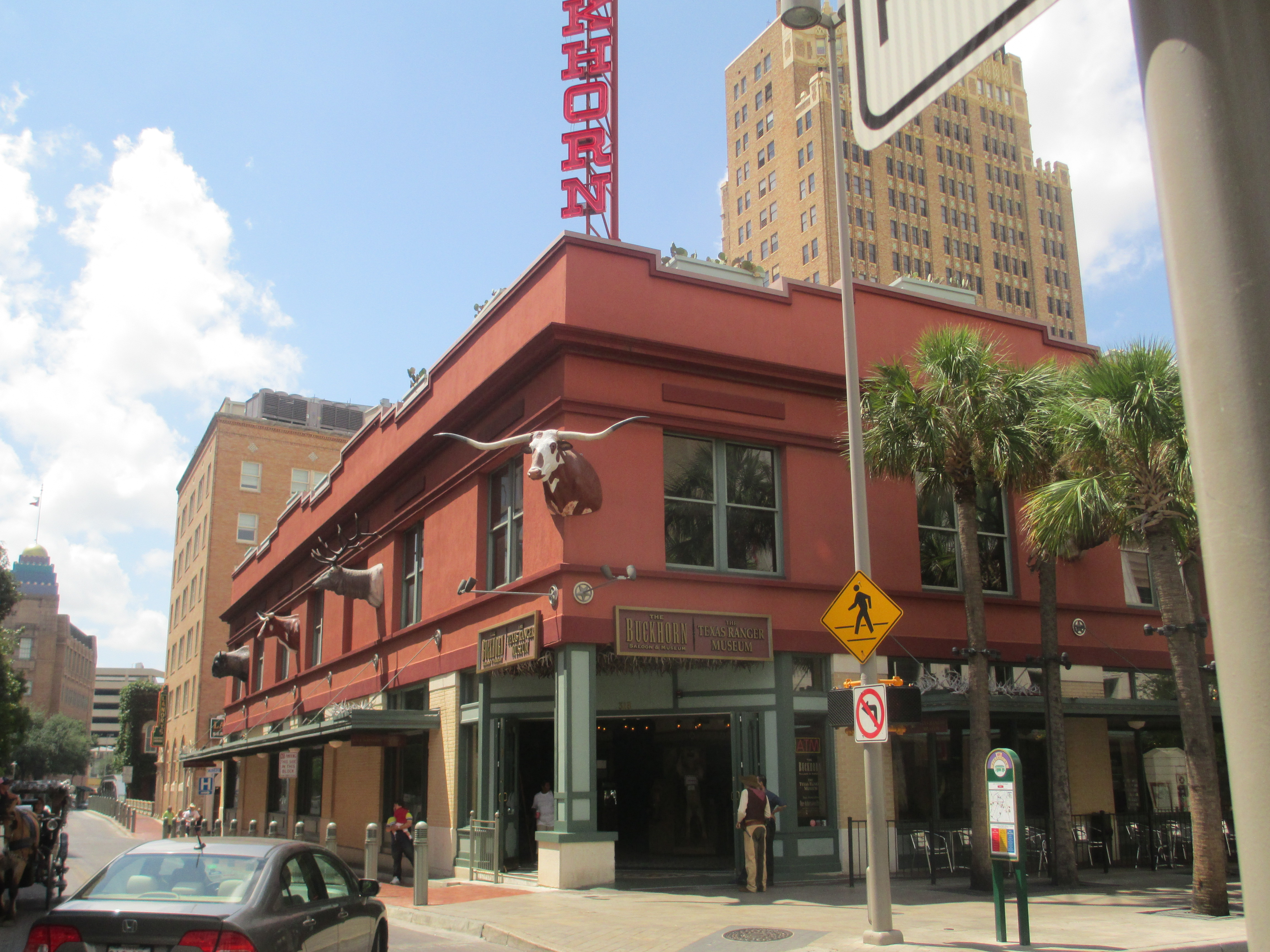
В здании музея Buckhorn Museum, расположенного в центральном районе Сан-Антонио, находится огромное количество экспонатов, связанных с эпохой освоения Дикого Запада
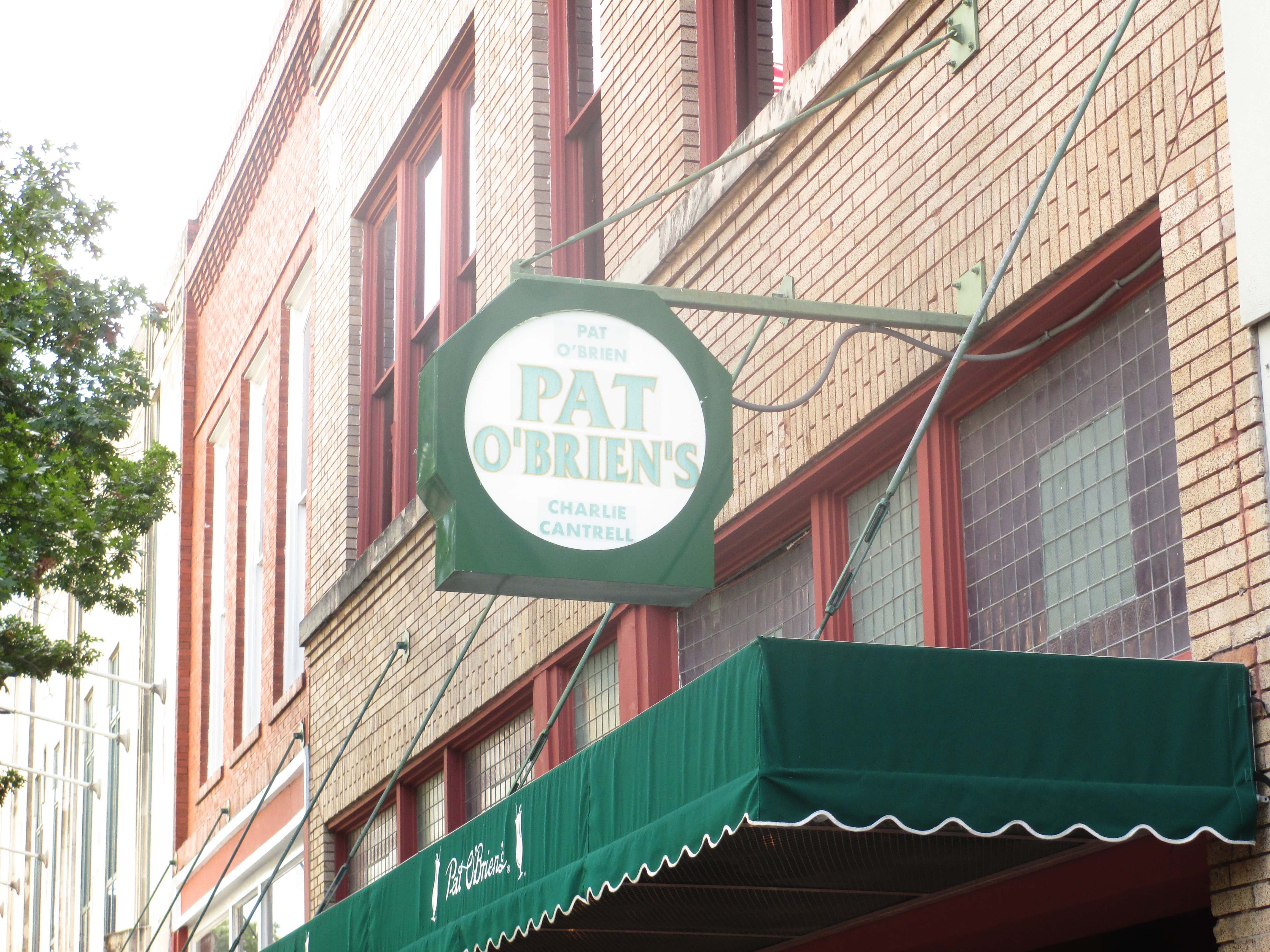
Знаменитый ресторан Pat O'Brien's Bar and Restaurant, расположенный в Новом Орлеане, штат Луизиана, имеет филиал в Сан-Антонио.
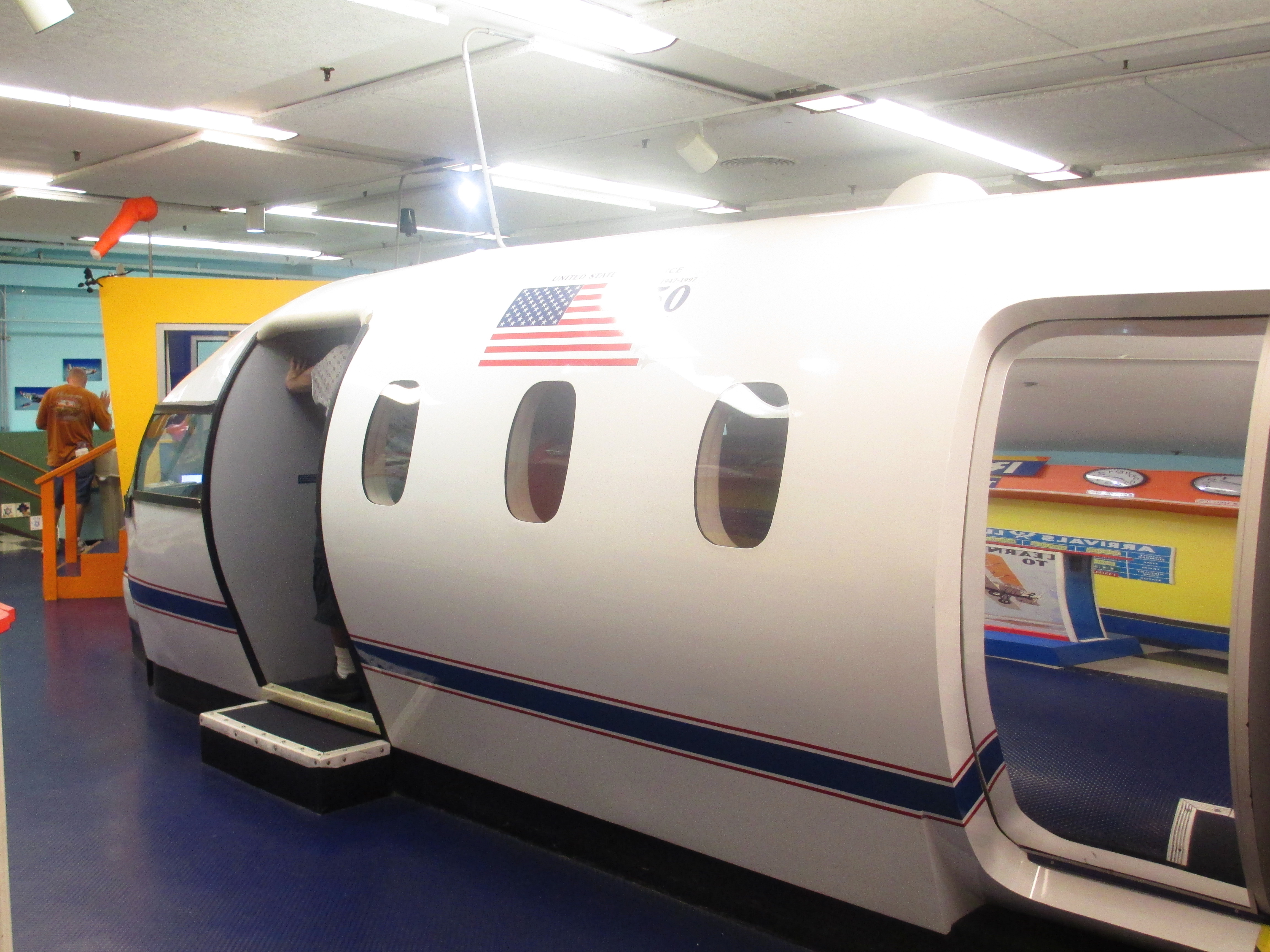
Экспонат-самолет в Детском музее Сан-Антонио
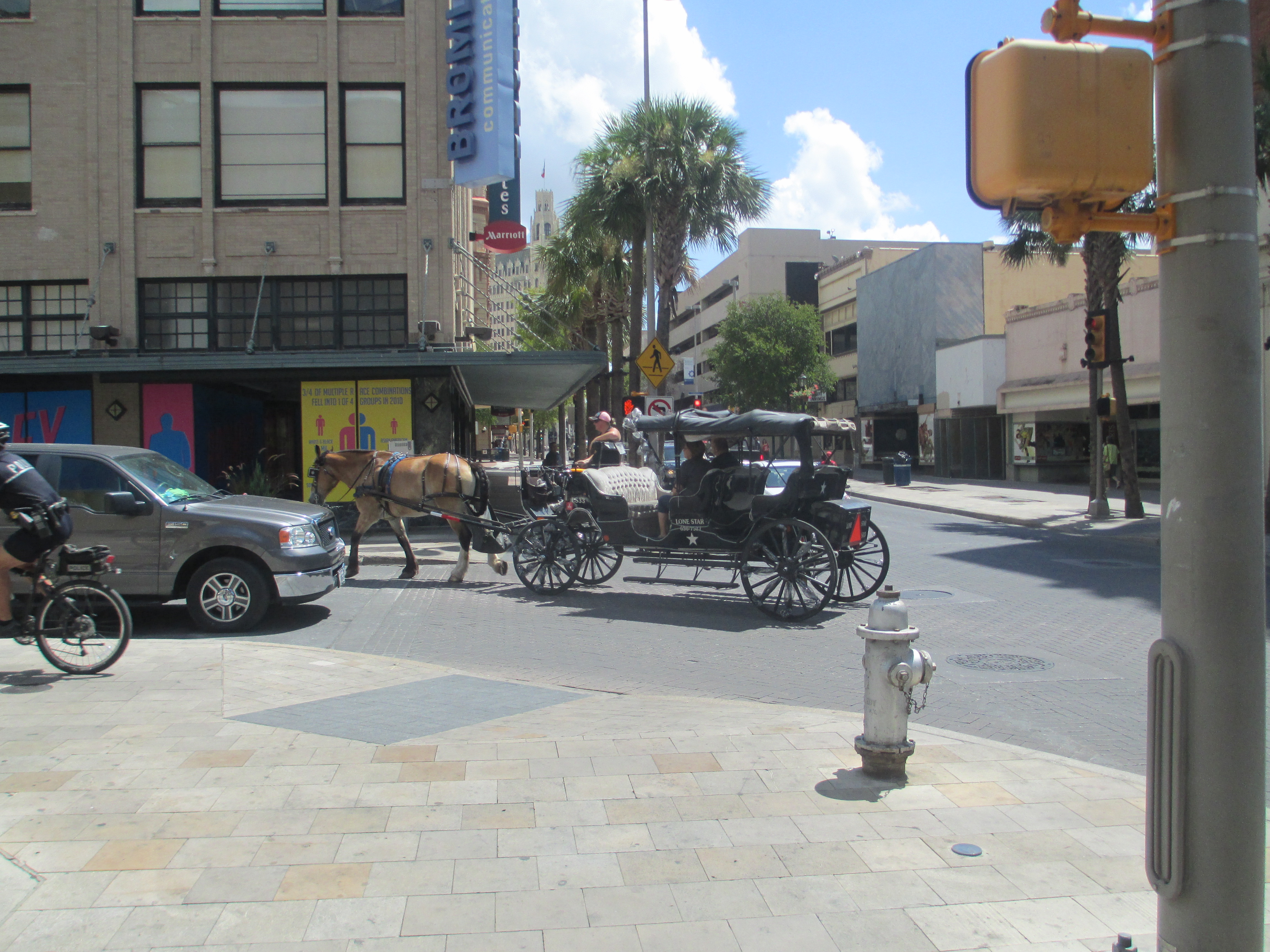
Прогулки в каретах в центральном районе Сан-Антонио
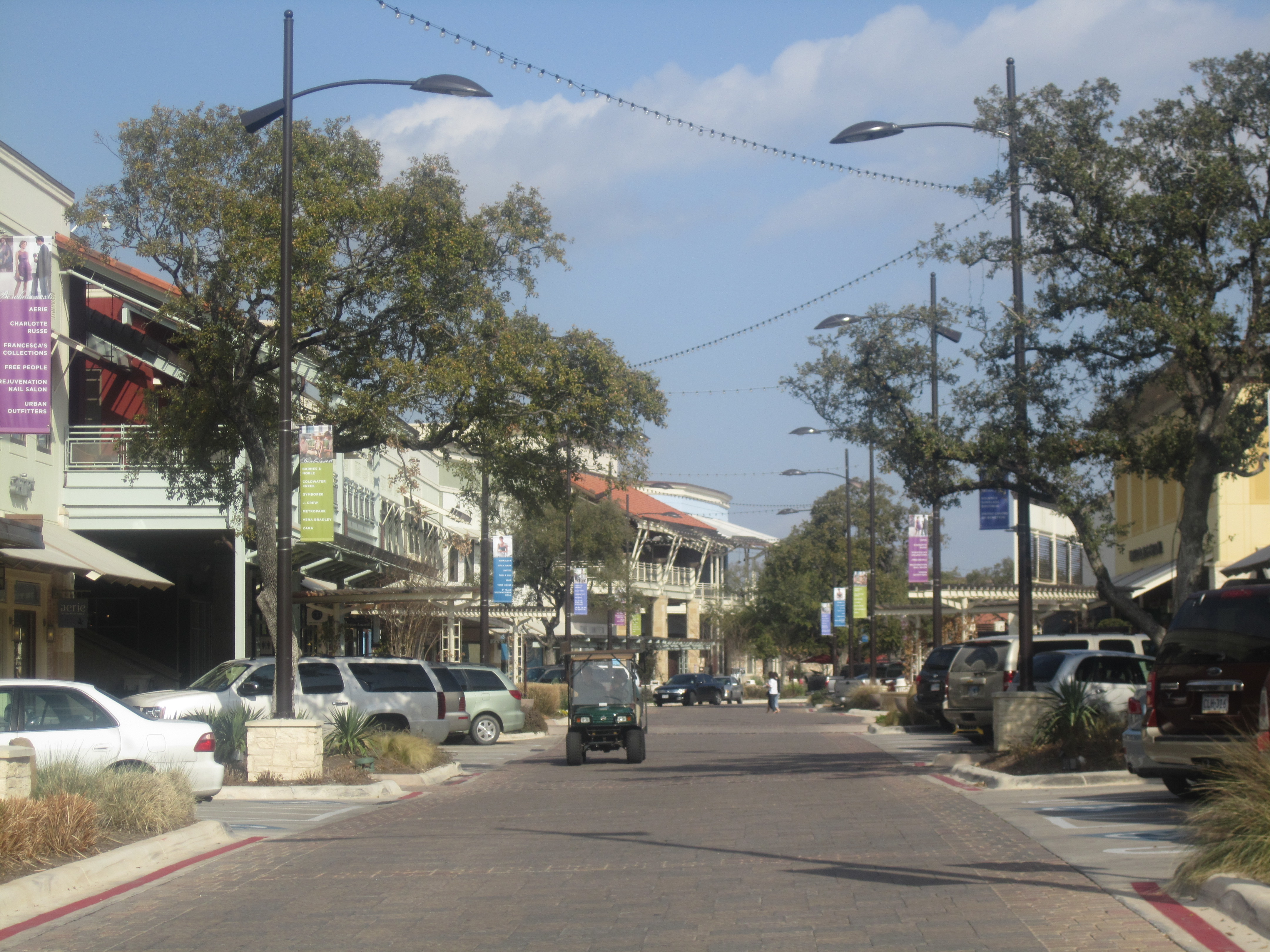
Торговый центр под открытым небом The Shops at La Cantera находится в северо-западной части города недалеко от Техасского университета Сан-Антонио
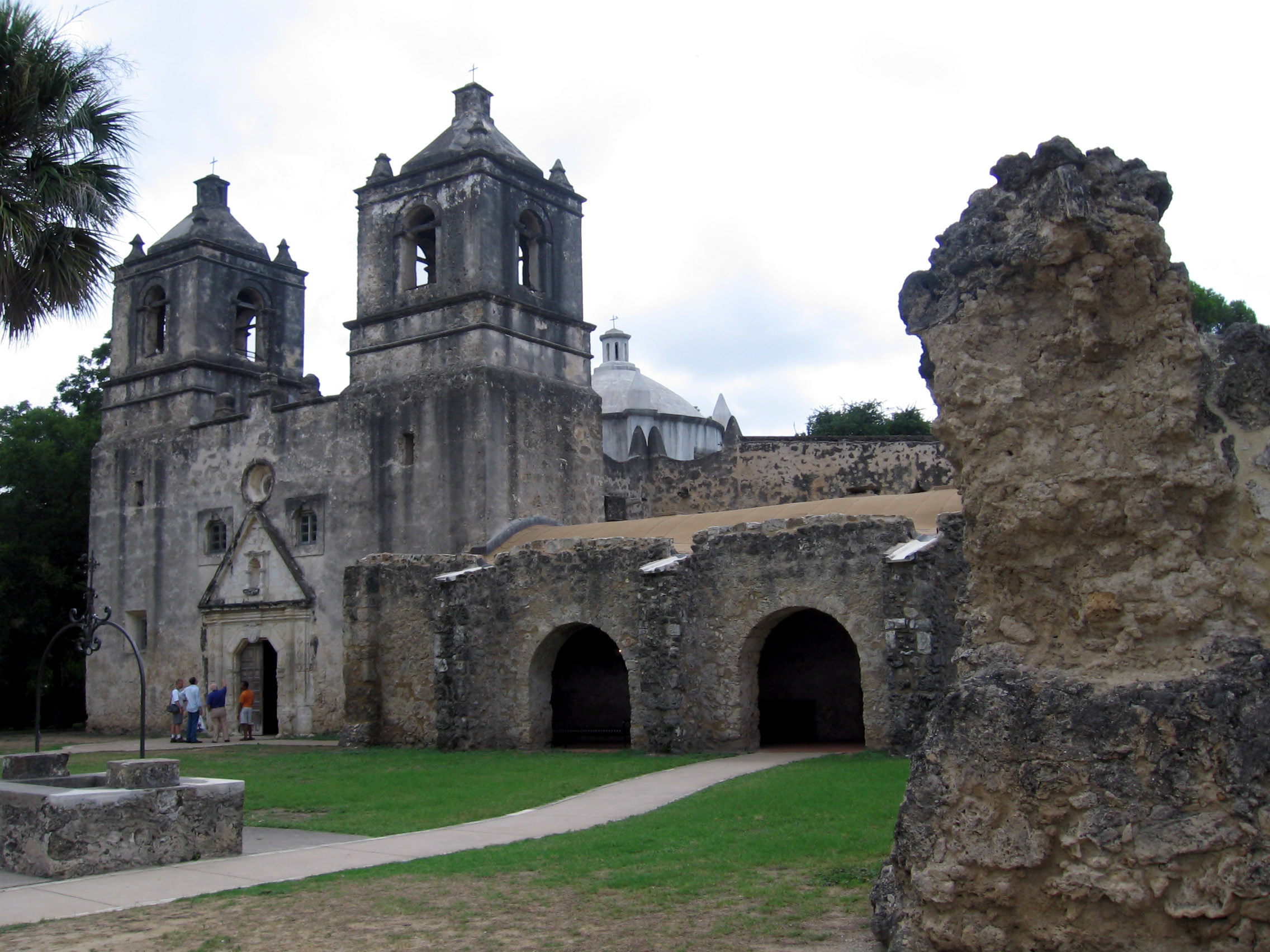
Национальный исторический парк миссий в Сан-Антонио
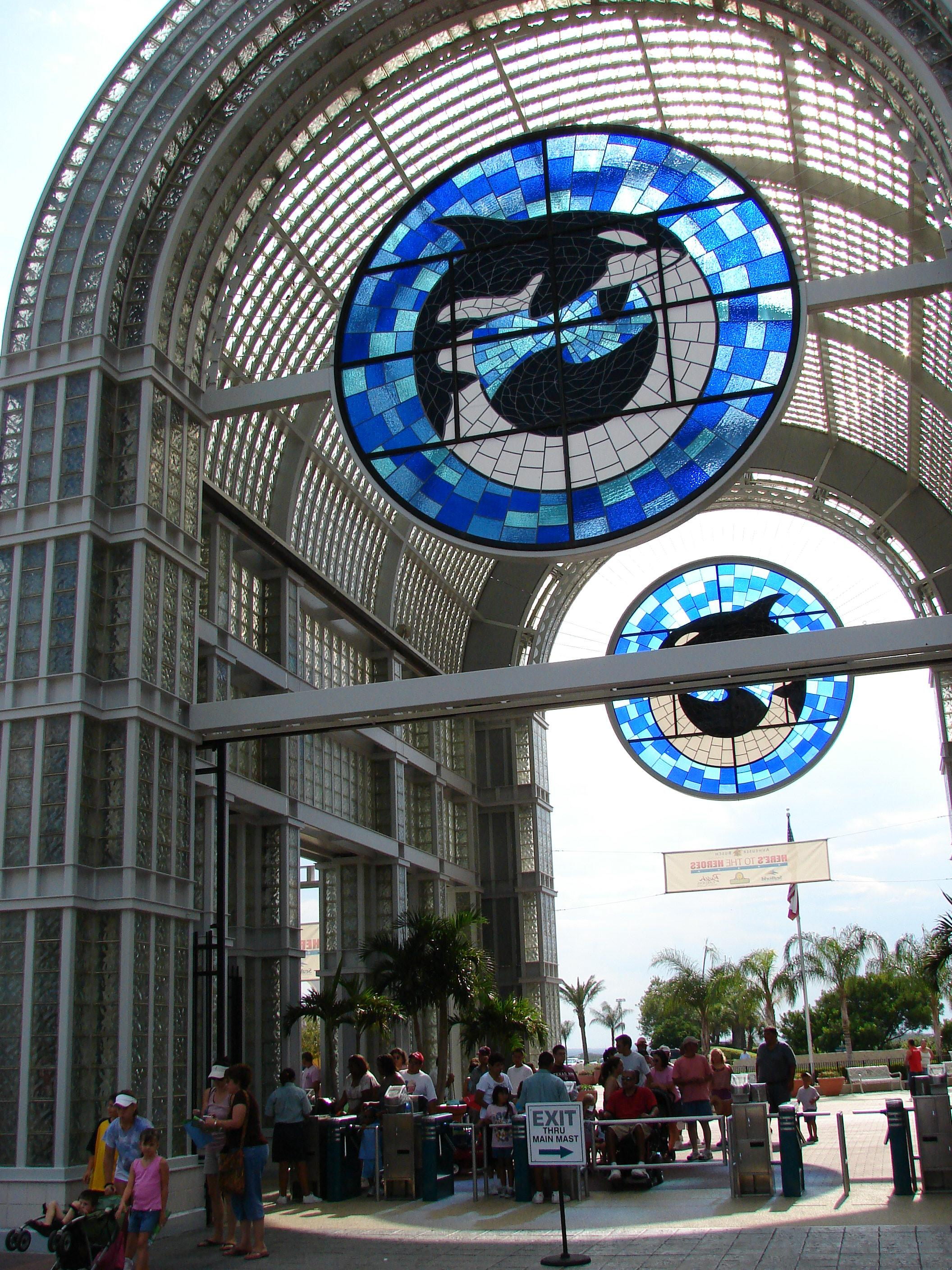
Аквапарк SeaWorld в Сан-Антонио
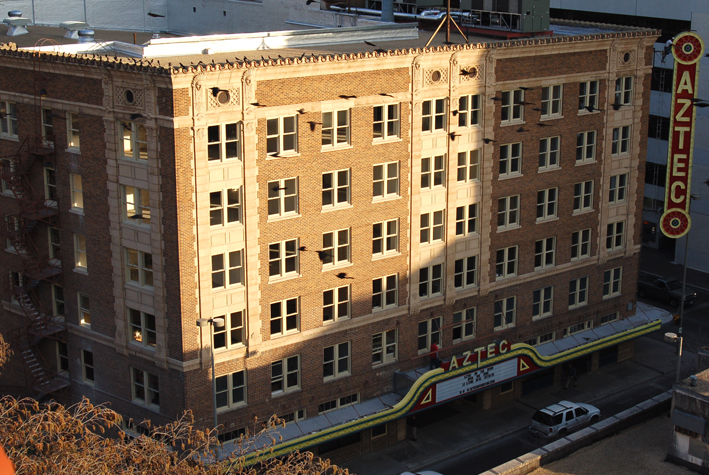
[Здание театра Aztec On The River
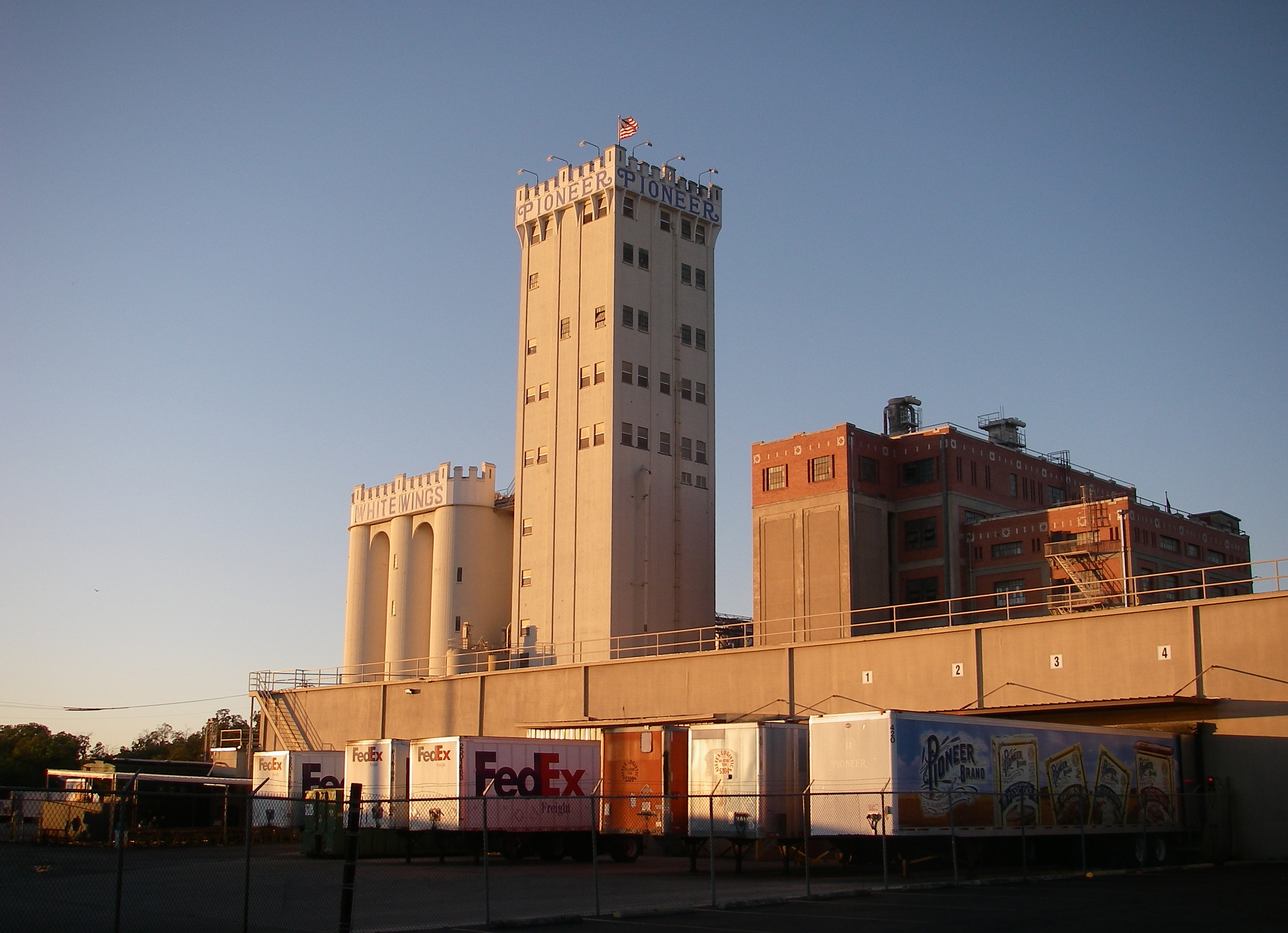
Мукомольный завод и элеватор, принадлежащий компании C.H. Guenther and Sons
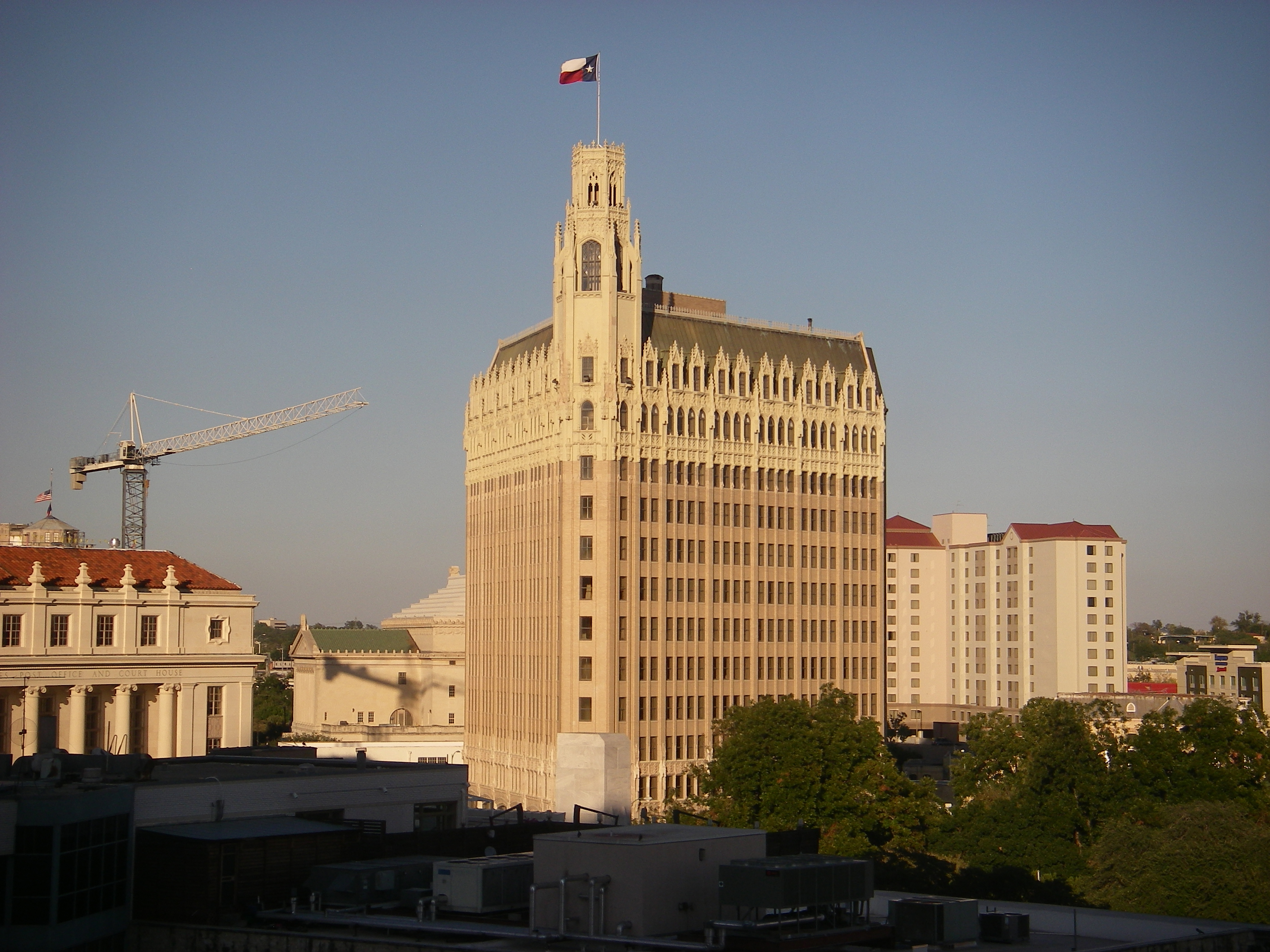
Гостиница Emily Morgan Hotel
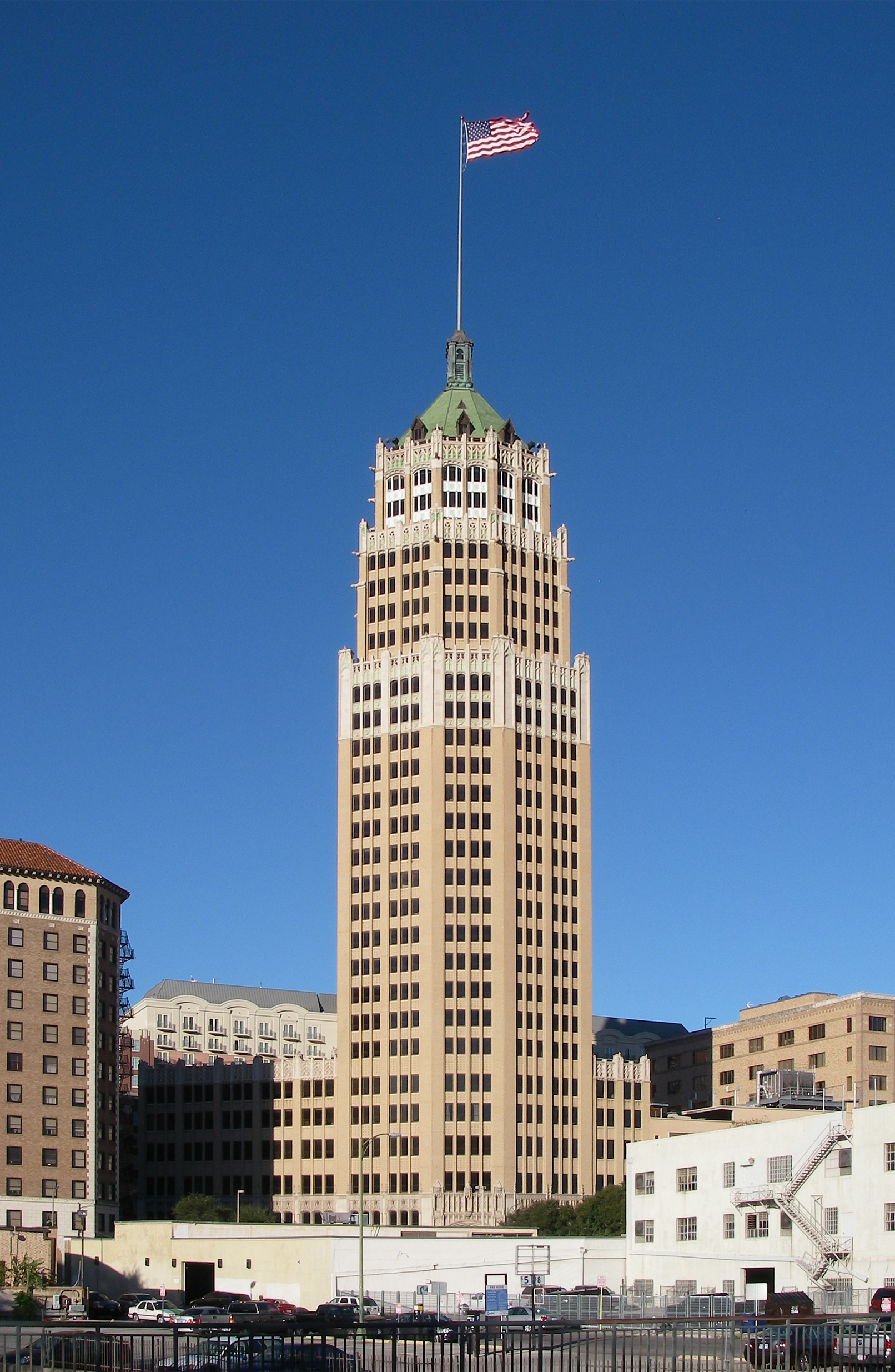
Здание Tower Life
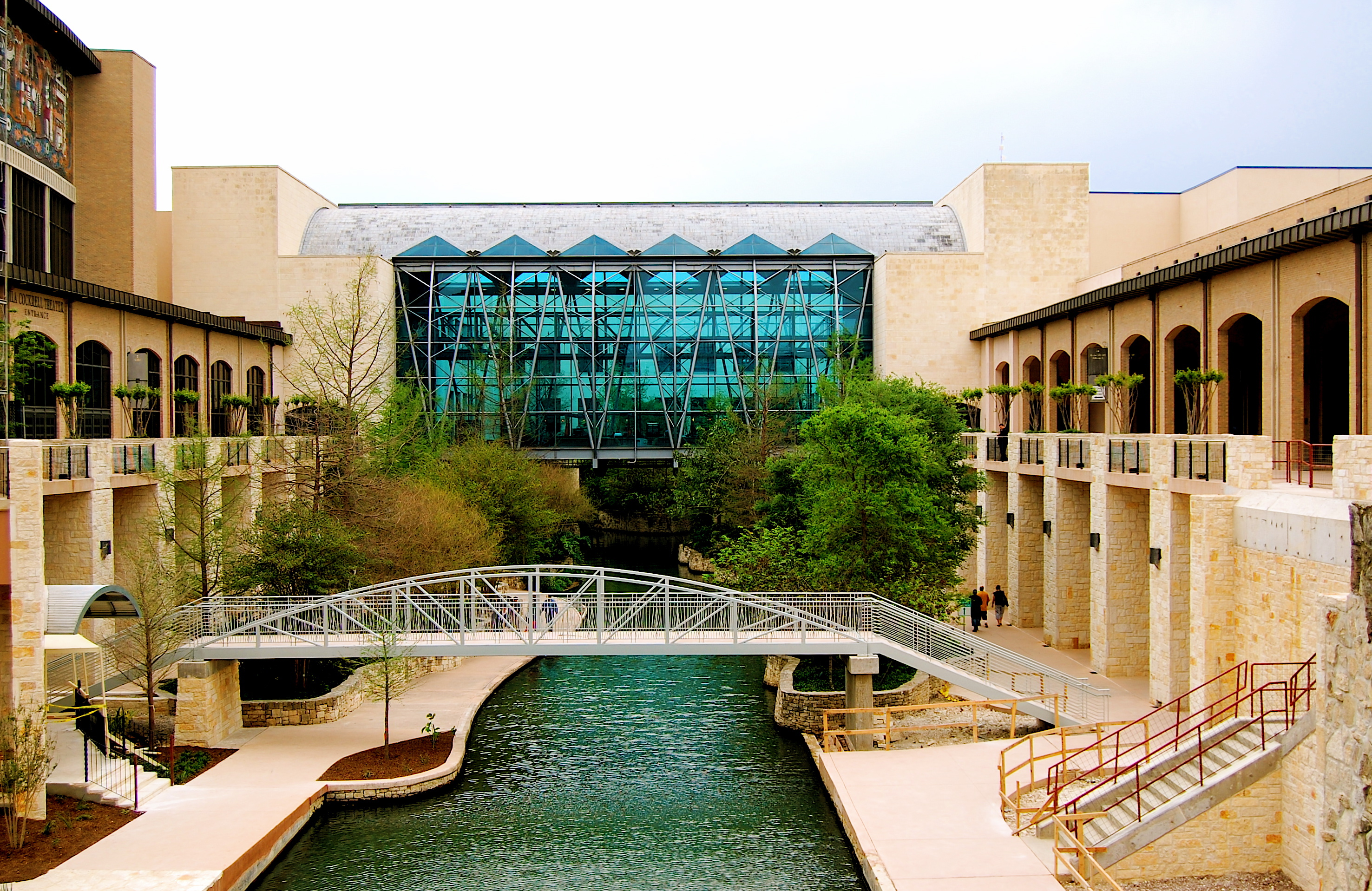
Здание конференц-центра Henry B. Gonzalez Convention Center
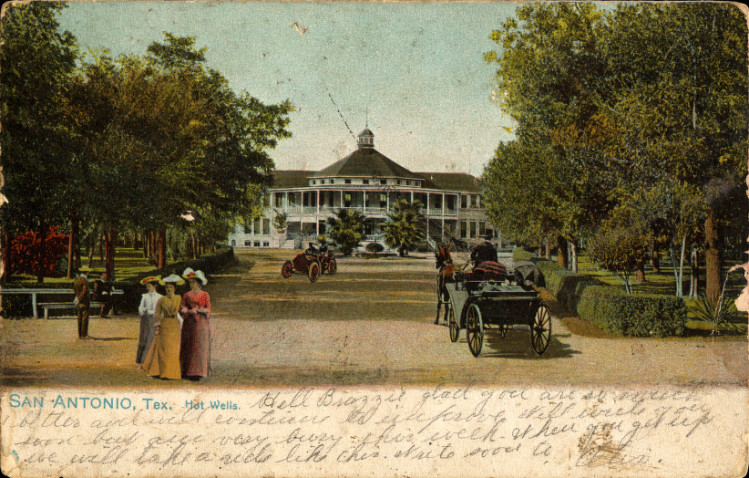
Здание гостиницы и спа-курорта Hot Wells, Сан-Антонио, штат Техас (почтовая открытка 1907 года)

В Сан-Антонио находится McNay Art Museum — первый музей современного искусства, открытый в штате Техас. Среди других достопримечательностей следует упомянуть художественную школу The Southwest School of Art, кинотеатр Woodlawn, зоопарк Сан-Антонио, японские чайные сады Сан-Антонио, парк Brackenridge, сохранившиеся крепости миссий в Национальном историческом парке миссий в Сан-Антонио, музей Museo Alameda, Музей искусств Сан-Антонио, музей Witte Museum, музей Texas Rangers Museum, музей Buckhorn Museum, центр современного искусства ArtPace, музей Blue Star Contemporary Art Center, аквапарк SeaWorld San Antonio, тематический парк развлечений Six Flags Fiesta Texas, музей транспорта Texas Transportation Museum и аквапарк Splashtown San Antonio. Круглый год посетители города могут прикоснуться к ковбойской культуре — в торговом центре North Star Mall можно увидеть двенадцатиметровую скульптуру, изображающую пару ковбойских сапог.
В Сан-Антонио туристы могут не только осмотреть достопримечательности и насладиться звуками музыки, но и посетить множество уютных ресторанов и попробовать знаменитые во всем мире блюда техасско-мексиканской кухни. В меню большинства мексиканских ресторанов, которые разбросаны практически по всему городу, сравнительно недорогие блюда. Среди самых известных заведений следует отметить ресторан Jacala на улице West Avenue в центральной части района Northwest Side, ресторан La Hacienda de Los Barrios в районе Northeast Side, три ресторана сети Tommy’s (один из которых находится на улице Nogalitos около федеральной автотрассы I-35 недалеко от центральной части города) и ресторан Los Barrios недалеко от северной части города.

## Спорт
| Вид спорта                                | Лига                                            | Клуб                          | Год создания | Арена                                        | Побед в лиге | Годы чемпионства                                                       |
| ----------------------------------------- | ----------------------------------------------- | ----------------------------- | ------------ | -------------------------------------------- | ------------ | ---------------------------------------------------------------------- |
| Баскетбол                                 | NBA                                             | Сан-Антонио Спёрс             | 1967         | AT&T-центр                                   | 5            | 1999, 2003, 2005, 2007, 2014                                           |
| Баскетбол                                 | WNBA                                            | San Antonio Silver Stars      | 1997         | AT&T-центр                                   | 0            | N/A                                                                    |
| Хоккей                                    | AHL                                             | Сан-Антонио Рэмпэйдж          | 2002         | AT&T-центр                                   | 0            | N/A                                                                    |
| Бейсбол                                   | Техасская лига                                  | San Antonio Missions          | 1888         | Муниципальный стадион имени Нельсона Вольффа | 12           | 1897, 1903, 1908, 1933, 1950, 1961, 1964, 1997, 2002, 2003, 2007, 2011 |
| Футбол                                    | NASL                                            | Сан-Антонио Скорпионс         | 2010         | Стадион Toyota Field                         | 0            | N/A                                                                    |
| Американский футбол в закрытых помещениях | AFL                                             | San Antonio Talons            | 2000         | Арена Alamodome                              | 2            | 2003(AF2), 2007(AF2)                                                   |
| Духовые оркестры                          | Международное объединение духовых оркестров DCI | Crossmen Drum and Bugle Corps | 1975         | Арена Alamodome                              | 0            | N/A                                                                    |

### Баскетбол
Клуб Сан-Антонио Спёрс, выступающий в Национальной баскетбольной ассоциации, является единственной профессиональной спортивной командой высшего уровня, за которую болеет большинство жителей Сан-Антонио. В прошлом команда проводила игры вначале на стадионе HemisFair Arena, а затем в спортивном комплексе Alamodome, который был построен для проведения матчей по американскому футболу. Но в 2002 году команда переехала в спортивную арену SBC Center, позже переименованную в AT&T-центр, построенную на деньги команды и государственные средства.

### Хоккей с шайбой
AT&T-центр также является домашней ареной для клуба Сан-Антонио Рэмпэйдж, выступающего в Американской хоккейной лиге, и Сан-Антонио Силвер-Старз из Женской национальной баскетбольной ассоциации. Обе команды принадлежат клубу Сан-Антонио Спёрс. Команда San Antonio Missions, которая является подразделением профессиональной бейсбольной команды Сан-Диего Падрес, выступает в низшей лиге АА и проводит домашние матчи на стадионе Nelson Wolff Stadium, расположенном в западной части города. (Сан-Антонио самый большой город в стране, в котором нет бейсбольной команды, выступающей в высшей лиге или в лиге ААА). Ежегодно в декабре национальная ассоциация студенческого спорта проводит в городе матч плей-офф по американскому футболу за кубок Alamo Bowl.

### Гэльский футбол
В начале 2011 года в Сан-Антонио появился одноимённый клуб, играющий в гэльский футбол в лиге Техаса с командами из Остина, Далласа и Хьюстона. Сезон длится с апреля по конец августа, а каждый год в выходные перед Днём труда команда принимает участие в турнире, который проводит Североамериканское отделение Гэльской атлетической ассоциации. Клубу также принадлежат две соревнующиеся между собой команды San Patricios и I.C.A (Irish Citizen Army), которые принимают участия в матчах общественной лиги, которые проходят осенью.

### Регби
В Сан-Антонио базируются регбийные клубы «Аламо Сити» и «Сан-Антонио», также есть университетские команды при Университете Святой Марии и Техасском университете Сан-Антонио. Команды обоих университетов соревнуются в третьем дивизионе Техаса, управляемом Техасским регбийным союзом (англ. Texas Rugby Union), и являются принципиальными соперниками как в городе, так и в своём дивизионе.

### Американский футбол
В Техасском университете Сан-Антонио существуют единственные в городе университетские спортивные команды, известные под именем «Ю-Ти-Эс-Эй Родраннерз» (англ. UTSA Roadrunners), которые принимают участие в соревнованиях первой лиги национальной ассоциации студенческого спорта по различным видам спорта. Не так давно в университете появилась команда по американскому футболу, главным тренером которой является Ларри Кокер (англ. Larry Coker) — бывший наставник команды Университета Майами. «Родраннеры» начали играть в сезоне 2011 года, который закончили с результатом 4-6. Команда также установила рекорды по посещаемости: первую игру посетили 56 743 человек, а средняя посещаемость матчей в первом сезоне составила 35 521 болельщиков за игру. С 2012 года клуб принимает участие в играх Западной спортивной конференции (англ. Western Athletic Conference), получив право выступать в первой лиге быстрее всех других команд в истории студенческого футбола.
Каждый год в городе на стадионе Alamodome проходит матч всех звёзд по американскому футболу среди футбольных команд высшей школы на кубок Армии США, который транслируется в прямом эфире на канале NBC. В матче команд запада против востока принимают участие 90 самых лучших игроков. В матче принимали участие звезды НФЛ Reggie Bush, Vince Young, Adrian Peterson и многие другие. Город также принимает ежегодно Кубок Valero Alamo Bowl, который разыгрывается между Big XII и PAC 12 на арене Alamodome.
Муниципальные власти Сан-Антонио давно работают над созданием в городе своей профессиональной команды в Национальной футбольной лиге. Три домашние игры, которые провела на стадионе Alamodome команда Saints, показали, что город в состоянии поддержать профессиональный футбольный клуб НФЛ. Бывший президент НФЛ Paul Tagliabue заявил, что в Сан-Антонио есть все условия для проведения тренировок и матчей, и поэтому город будет включён в список кандидатов на получение команды при следующем расширении НФЛ. В прошлом клубы Даллас Ковбойз и Хьюстон Ойлерз проводили в Сан-Антонио сборы перед началом сезона, впоследствии, город подписал контракт с клубом Даллас Ковбойз, согласно условиям которого команда должна тренироваться в Сан-Антонио на протяжении всего 2011 года. Владелец команды Jerry Jones поддержал стремление города иметь свою профессиональную команду в НФЛ. Хотя это и второй крупный город в США (после Лос-Анджелеса), в котором нет своей профессиональной футбольной команды в НФЛ, меньшее количество жителей, проживающих в агломерации, является вероятной причиной отсутствия в Сан-Антонио своих команд, выступающих в НФЛ, МЛБ или НХЛ.

### Европейский футбол
В 2010 году в городе появилась первая профессиональная футбольная команда «Сан-Антонио Скорпионс», которая играет в Североамериканской футбольной лиге. Клуб начал играть в сезоне 2012 года и проводит матчи на стадионе Toyota Field.

### Реслинг
Во время выхода на ринг звезду WWE Шона Майклза (настоящее имя — Майкл Шон Хиккенботтом) объявляли представителем города Сан-Антонио.

## Органы власти и управления

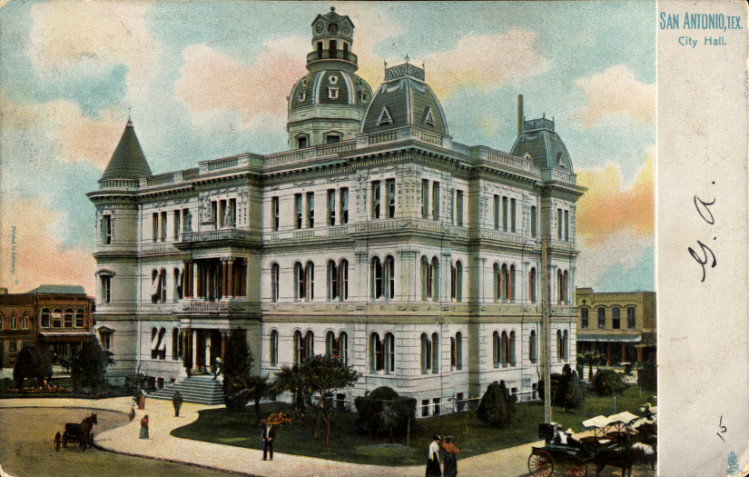
Здание мэрии, Сан-Антонио, Техас (почтовая открытка, около 1906 г.)

В Сан-Антонио действует система городского самоуправления «совет — городской управляющий». Город разделён на 10 избирательных участков с целью равномерного распределения населения для голосования. В каждом округе избирается один человек, который представляет его в городском совете. Мэр избирается общегородским голосованием. Все члены городского совета, включая мэра, избираются на два года и не могут избираться более чем на 4 срока (исключение составляют те, которые получили свои полномочия в ноябре 2008 года — они могут избираться только на два срока). В городах Хьюстоне и Ларедо существуют такие же ограничения в сроках полномочий, как и в Сан-Антонио. По законам штата Техас, во время выборов мэра и членов городского совета, в бюллетенях не указывается партийная принадлежность кандидатов. Члены совета получают 20 долларов США за каждое заседание, а годовая зарплата мэра составляет 4000 долларов США. В дополнение к административной деятельности, большинство членов совета имеют другие рабочие места на постоянной основе. В настоящее время Julian Castro занимает пост мэра Сан-Антонио.
Совет нанимает на работу городского управляющего, который осуществляет ежедневное управление городом. Совет выполняет функции законодательного органа, в то время как городской управляющий выполняет функции главы исполнительной власти и несёт ответственность за управление городом и за выполнение законодательных актов совета. В настоящий момент Sheryl Sculley является городским управляющим.
Находящая в муниципальной собственности компания CPS Energy предоставляет услуги по электро- и газоснабжению города.
San Antonio Police Department (SAPD) отвечает за обеспечение безопасности и правопорядка в городе.
San Antonio Fire Department (SAFD) выполняет функции городской пожарной и аварийно-спасательной медицинской службы.
В городе располагаются несколько избирательных участков по выборам в Конгресс США. В высших законодательных органах Сан-Антонио представляют:
- в Сенате США:
  - Тед Круз (Республиканская партия)
  - Джон Корнин (Республиканская партия)
- в Палате представителей США:
  - от 20 избирательного участка штата Техас: Хоакин Кастро (англ. Joaquín Castro), (Демократическая партия)
  - от 21 избирательного участка штата Техас: Ламар Смит (англ. Lamar Smith), (Республиканская партия)
  - от 23 избирательного участка штата Техас: Пит Гальего (англ. Pete Gallego), (Демократическая партия)
  - от 28 избирательного участка штата Техас: Генри Куэллар (англ. Henry Cuellar), (Демократическая партия)
  - от 35 избирательного участка штата Техас: Ллойд Доггетт (англ. Lloyd Doggett), (Демократическая партия)
- Губернатор штата Техас:
  - Грег Эбботт (Республиканская партия)

### Стратегия развития города
В отличие от большинства крупных городов США, вокруг Сан-Антонио расположены несколько провинциальных городов, которые не имеют свою систему самоуправления. Согласно закону штата Техас, экстерриториальная юрисдикция Сан-Антонио распространяется на большинство близлежащих земель, которые не относятся к какому-либо муниципалитету. Городские власти имеют право планировать строительство основных автомагистралей и устанавливать и закреплять границы земельных участков. Город продолжает вести агрессивную политику присоединения территорий и препятствует созданию органов самоуправлением на территориях других городов, попадающих под его экстерриториальную юрисдикцию. Приблизительно три четверти современной площади Сан-Антонио были присоединены к городу в период с 1960 года.
В период с 2000 по 2010 годы город присоединил к своей территории несколько длинных узких участков земли вдоль основных автомагистралей, проходящих вдоль окраин, для того, чтобы упростить последующее присоединение разрастающихся районов, находящихся вдоль трасс. К 2009 году город планировал присоединить ещё более 100 км2 (40 квадратных миль) земли. В мае 2010 году городские власти Сан-Антонио дали согласие на передачу тысяч акров земли вдоль федеральной автотрассы I-10, находящихся под их экстерриториальной юрисдикцией, городу Schertz. Согласно договору, Schertz передали в общей сложности 14,11 км2 (3 486 акров) земли к северу от I-10. Эти земли, на которые распространяется экстерриториальная юрисдикция, граничат с дорогой местного назначения FM 1518 на западе, Lower Seguin Road на севере, Cibolo Creek на востоке и I-10 на юге.

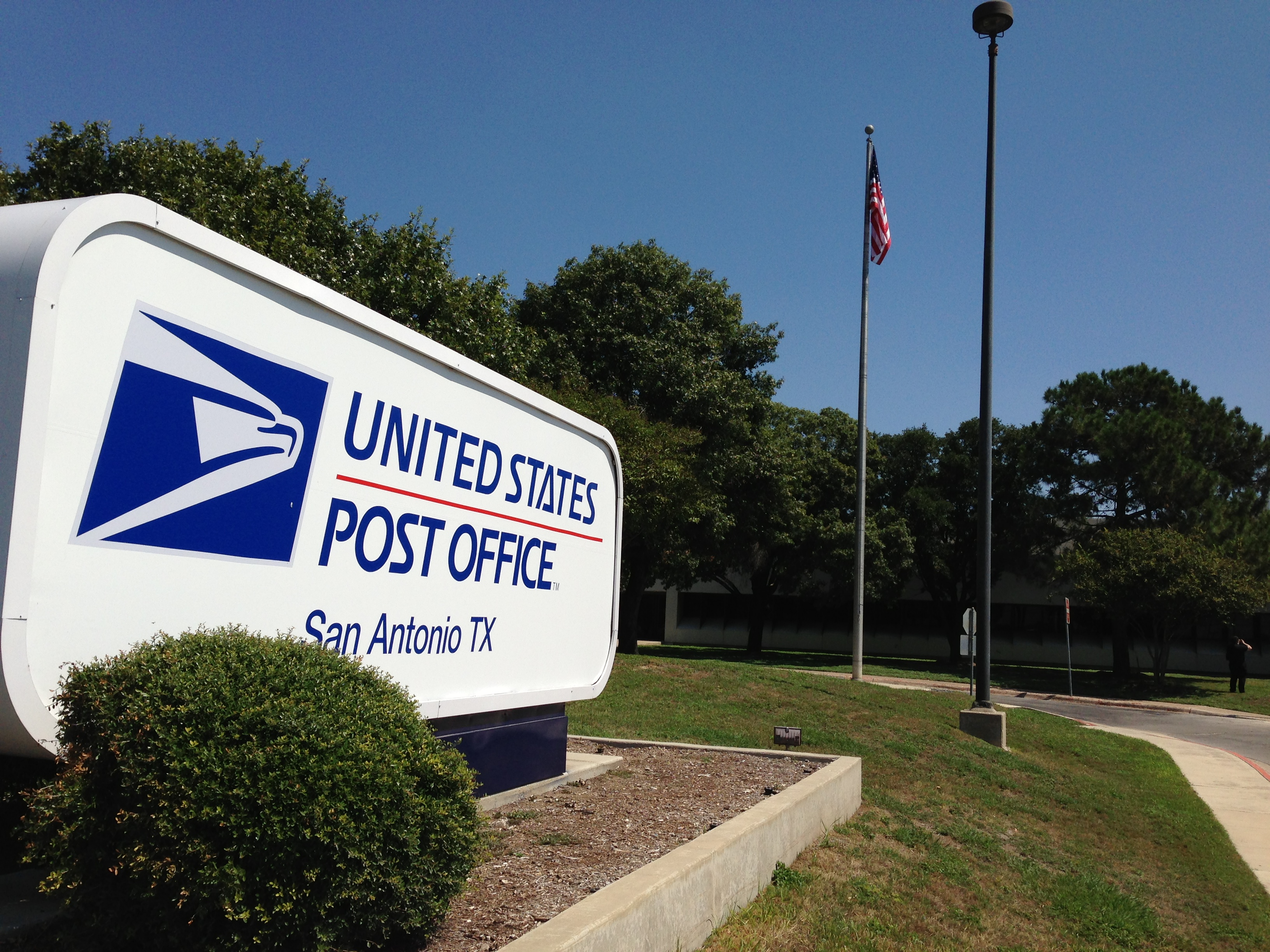
Центральное отделение Почтовой службы США в Сан-Антонио.

На немуниципальных территориях округа Бэр принудительное присоединение земель является спорным вопросом. Жители, которых окраинные районы изначально привлекали более низкими налогами и доступными ценами на недвижимость, теперь часто воспринимают присоединение земель как механизм повышения ставок налога на недвижимость (которые в первую очередь обусловлены школьными, а не муниципальными налогами). Они считают, что повышение налогов не сопровождается соответствующими улучшениями работы пожарной и полицейской службы, в то время как город рассматривает свою политику присоединения как необходимое условие общегородского экономического процветания.

### Федеральные и местные представительские органы
Техасское Отделение Криминальной Юстиции (Texas Department of Criminal Justice) управляет офисами IV Регионального управления по условно-досрочному освобождению в San Antonio Metro Parole Complex. Региональные офисы I и III располагаются в Metro Parole Complex, офис II находится в другом месте.
В Сан-Антонио находится региональный офис Техасского отделения Министерства транспорта США.
Главное почтовое отделение Сан-Антонио находится под управлением Почтовой службы США. Другие почтовые отделения расположены по всему Сан-Антонио.

## Образование

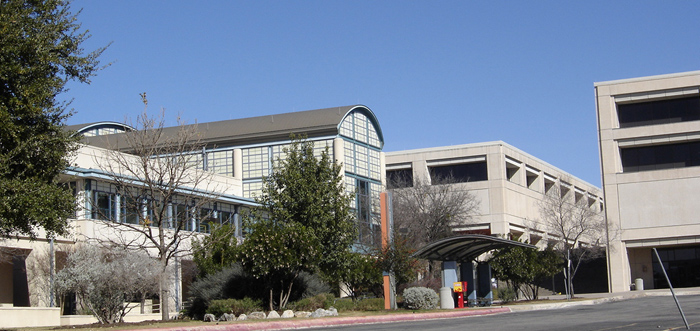
Университет University of Texas at San Antonio.

В 31 высшем учебном заведении Сан-Антонио обучается около 100 000 студентов. К государственным университетам относятся University of Texas Health Science Center at San Antonio, University of Texas at San Antonio, Texas A&M University–San Antonio и Alamo Community College District. Самый большой университет в Сан-Антонио — University of Texas at San Antonio.

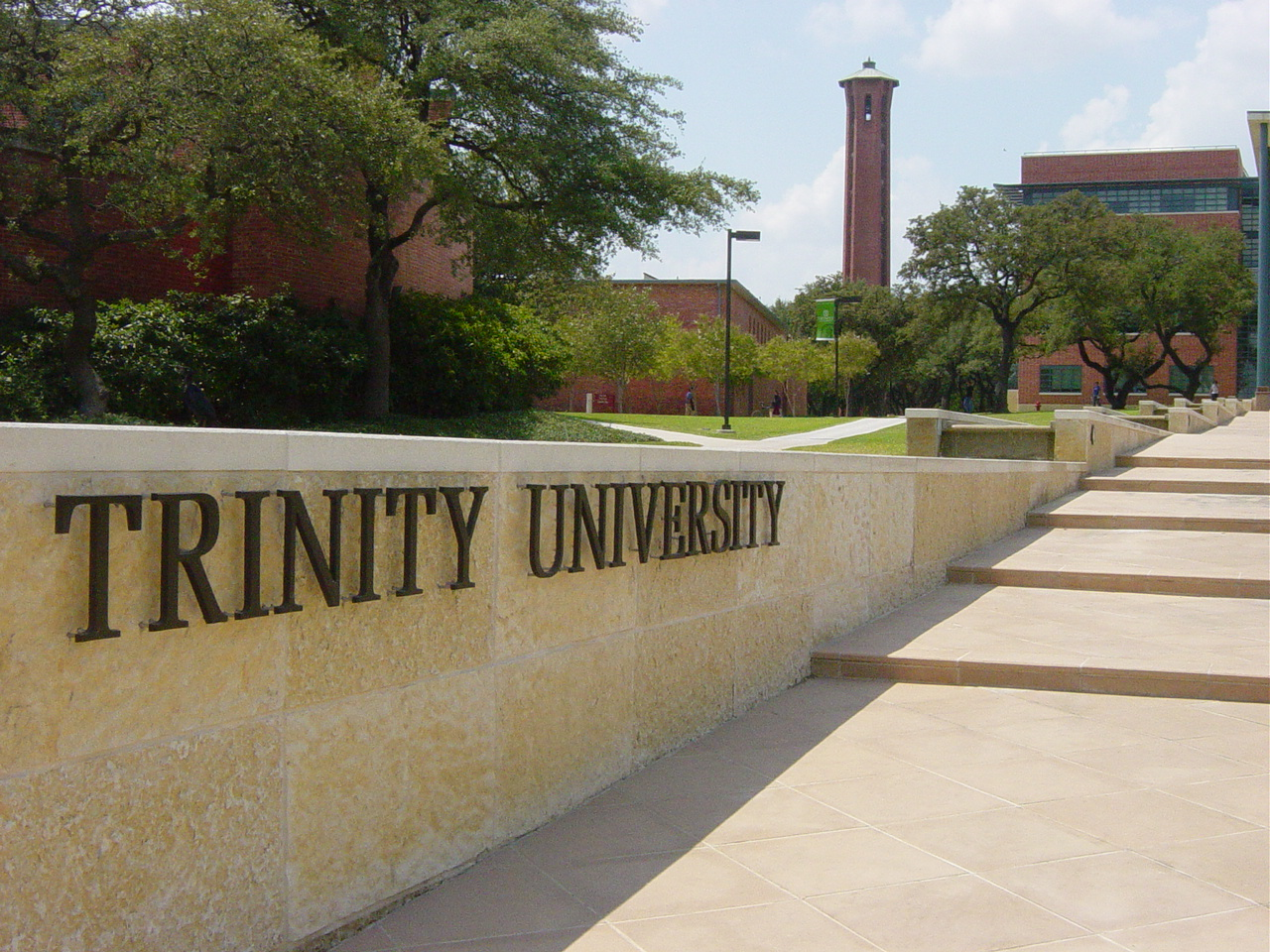
Университет Trinity University.

В городе находится несколько частных университетов, среди которых Trinity University, St. Mary’s University, Our Lady of the Lake University, University of the Incarnate Word, Baptist University of the Américas, и Wayland Baptist University. Сеть Общественных библиотек Сан-Антонио обслуживает студентов всех университетов, а также учащихся из 19 школьных округов, расположенных в границах округа Бэр и Сан-Антонио.
В городе функционирует более 30 частных и чартерных школ, среди которых Central Catholic Marianist High School, Incarnate Word High School, Saint Mary’s Hall, The Atonement Academy, Antonian College Preparatory High School, San Antonio Academy, Holy Cross High School, Providence High School, The Carver Academy, Keystone School, TMI — The Episcopal School of Texas, St. Anthony Catholic High School, Lutheran High School of San Antonio и Harmony Science Academy.
В Сан-Антонио расположен центр начальной общей военной подготовки кадров ВВС США. В распоряжении военно-воздушных сил находится единственный тренировочный центр такого типа, предназначенный для новобранцев: 737 группа подготовки в военно-воздушной базе Лэклэнд. К тому же, лагерь по обучению и подготовке военнослужащих, который располагается на территории военно-медицинского комплекса Форт Сэм Хьюстон, осуществляет подготовку медицинского персонала для армии США по 30 различным программам. Каждый год из стен самого крупного в мире медицинского образовательного центра выпускается около 24 000 специалистов.

## Транспорт

### Авиационное сообщение

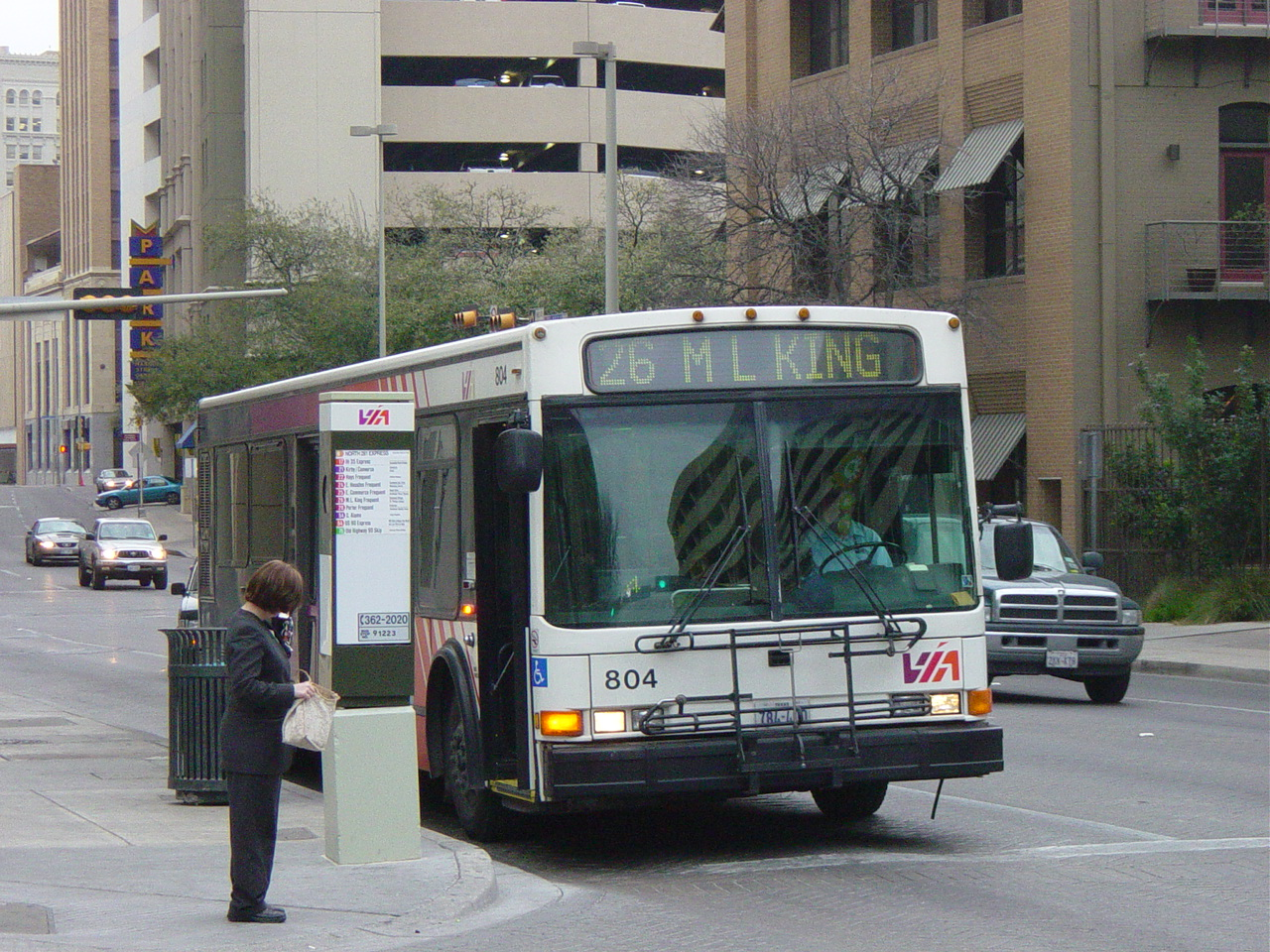
Автобус компании VIA остановился на перекрёстке в центральной деловой части Сан-Антонио

Международный аэропорт Сан-Антонио (SAT) располагается в районе Uptown на расстоянии приблизительно 13 км от центральной части Сан-Антонио. Аэропорт располагает двумя терминалами, которые обслуживают 21 авиакомпанию по 44 различным маршрутам, включая шесть маршрутов в Мексику. Вспомогательный аэропорт Stinson Municipal Airport находится на расстоянии 10 км на юг от центра города. Лётное поле состоит из двух взлётных полос. На территории аэропорта располагается Техасский музей авиации.

### Общественный транспорт
Транспортная система города, которая включает автобусные перевозки, находится под контролем управления городского транспорта VIA Metropolitan Transit. Ежемесячный полный проездной билет Big Pass, который даёт право на неограниченное количество поездок в транспортных средствах системы VIA, стоит 35 долларов США. В декабре 2012 года VIA начала осуществлять перевозки скоростными автобусами по маршруту VIA Primo из центральной части Сан-Антонио в направлении медицинского центра South Texas Medical Center и главного кампуса Техасского Университета Сан-Антонио.
В августе 2010 года VIA Metropolitan Transit вывела на маршруты новое поколение автобусов с гибридными (дизель-электричество) силовыми установками. На скоростных маршрутах VIA курсируют 30 гибридных автобусов, совершающих ежедневные перевозки пассажиров по всему городу. Эта линейка автобусов появилась на городских дорогах, после того как в мае 2010 года были выведены на маршруты новые транспортные средства, работающие на сжиженном природном газе. Осенью 2010 года VIA заказала 3 новых автобуса, которые работают на электричестве от батарей, встроенных в транспортное средство. Эти автобусы ходят по маршруту в центре города, и они являются первыми прибыльными транспортными средствами, не выделяющими отработанных газов.
В управлении VIA находятся 89 регулярных автобусных маршрутов и два трамвайных маршрута в центре города. Среди услуг компании — скоростные маршруты из центра города до паркингов в районах South Side, West Side, Northwest Side, North Central Side и Northeast Side, а также до университета UTSA, тематического парка Six Flags Fiesta Texas и аквапарка SeaWorld. Во время важных событий, проходящих в городе, например игр баскетбольной команды Сан-Антонио Спёрс или городских парадов, VIA организовывает специальные рейсы, которые осуществляются от паркинговых центров. VIA принадлежит один из самых длинных маршрутов местного назначения в Америке. Протяжённость маршрутов 550 (по часовой стрелке) и 551 (против часовой стрелки) составляет около 77 км в одну сторону.

### Железнодорожный транспорт
Национальная железнодорожная пассажирская компания Amtrak осуществляет ежедневные перевозки пассажиров на поезде Texas Eagle от железнодорожной станции San Antonio Amtrak Station до железнодорожной станции Union Station в Чикаго. Три раза в неделю в каждом направление через Сан-Антонио проходит фирменный поезд Sunset Limited, который курсирует по маршруту Лос-Анджелес — Орландо, Флорида (в результате последствий урагана Катрина маршрут сокращён до Нового Орлеана).
Маршрут Texas Eagle между Сан-Антонио и Лос-Анджелесом является частью маршрута Sunset Limited. Старое здание железнодорожного вокзала Sunset Station, которые принадлежит организации VIA, в настоящий момент является развлекательной площадкой и находится недалеко от нового железнодорожного вокзала и спортивного комплекса Alamodome.
Маршрут из Сан-Антонио до Корпус-Кристи обслуживается компанией Union Pacific Railroad. В прошлом, с 1913 по 1956 год, данное направление было в управлении компании «San Antonio, Uvalde and Gulf Railroad». В 1956 году SAU&G была поглощена компанией Missouri Pacific Railroad, которая затем стала составной частью Union Pacific.
После того, как в 2008 году в Финиксе начала функционировать городская электричка, Сан-Антонио стал самым крупным американским городом, в котором отсутствует внутренняя городская система пассажирского железнодорожного сообщения. Предложенный проект LSTAR предусматривает создание железнодорожного сообщения между Сан-Антонио и Остином.

### Автомобильные дороги

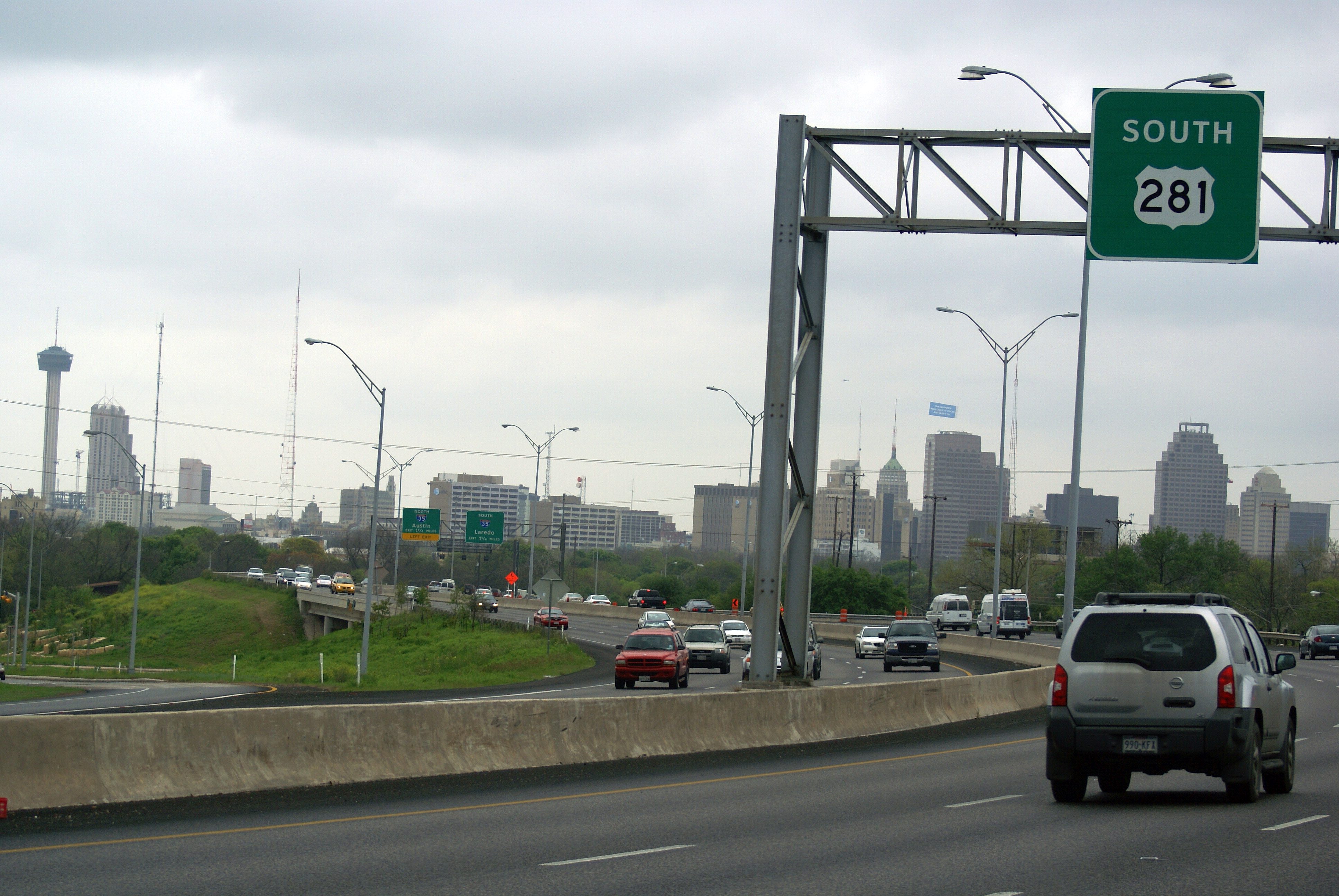
Автомагистраль US 281, ведущая на юг по направлению к центральному району Сан-Антонио.

Через Сан-Антонио проходят следующие основные автомагистрали:
- Федеральная автострада I-10: часть автострады McDermott Freeway, которая проходит по северо-западной стороне города, ведёт на запад до Эль-Пасо, Финикса и Лос-Анджелеса. Часть дороги Jose Lopez Freeway проходит через восточную часть города и ведёт на восток через Сегуин, Хьюстон, Новый Орлеан до Джэксонвилла. Имеется трак-стоп.
- Федеральная автострада I-35: участок автомагистрали Pan Am Expressway, который проходит через город с северо-востока на юго-запад, ведёт на юг до Ларедо, и на север через Остин, Даллас-Форт-Уэрт, Оклахома-Сити, Канзас-Сити до Миннеаполиса.
- Федеральная автострада I-37: скоростная автострада Lucian Adams Freeway начинается в Сан-Антонио от развязки трассы U.S. Highway 281 (идёт на юг через Эдинбург и Mак-Аллен). Дорога проходит по юго-восточной стороне города, из города идёт в южном направлении, проходит недалеко от Three Rivers и дальше до Корпус-Кристи, где соединяется с автострадой U.S. Highway 77 (идёт дальше на юг через Кингсвилл и Харлинген до Браунсвилла) и заканчивается возле залива Корпус-Кристи.
- Федеральная автострада I-410: длина кольцевой дороги имени Джона Коннали, которую местные жители называют просто «кольцевая дорога 410 (четыре-десять)», составляет 85 км (53 мили). Магистраль опоясывает Сан-Антонио в черте города.
- Автострада U.S. 90: часть автострады Cleto Rodriguez Freeway проложена в западной части города. Дорога выходит из города и идёт дальше на запад через Uvalde и Дель-Рио до Van Horn, где заканчивается на развязке автострады I-10. До того как в Сан-Антонио были построены восточный участок трассы I-10 и западный участок скоростной автодороги US 90, US 90 проходила на западе по улице West Commerce St (движение шло в восточном направлении) и по Buena Vista St. (в западном направлении), а также по старой автомагистрали Old Hwy 90. На востоке дорога была проложена вдоль East Commerce St до современной трассы, которая проходит параллельно восточному участку трассы I-10 до города Seguin.
- Автострада U.S. 281: северный участок дороги McAllister проходит через Johnson City до Уичито-Фолс. На юге дорога совпадает с автотрассой I-37, а через 6 км — с федеральной автострадой I-410, а затем идёт на юг до Pleasanton. До того как в Сан-Антонио была проложена автотрасса I-37 и дорога McAllister Fwy, участок автострады US 281 на севере проходил по San Pedro Ave, а на юге по Roosevelt Ave.
- Автострада 151: дорога Stotzer Freeway проходит в западной части города. Она начинается от автострады US Hwy 90, проходит через район Westover Hills, где расположен аквапарк SeaWorld и заканчивается на кольцевой дороге State Loop 1604.
- Кольцевая дорога SL 1604: протяжённость кольцевой дороги имени Charles W. Anderson, которую местные жители называют просто «дорога 1604 (шестнадцать — ноль — четыре)» — 154 км (96 миль). Автострада идёт по кольцу вокруг Сан-Антонио.

Среди других дорог, которые проходят в Сан-Антонио, следует отметить:
- Автотрасса U.S. 87: через Сан-Антонио дорога проходит вдоль Roland Avenue, Rigsby Avenue и затем в южном направлении ведёт к городу Виктория. В северном направлении дорога совпадает с автомагистралью I-10 (длина участка 84 км) и затем идёт в северном направлении через Сан-Анджело.
- Автотрасса U.S. 181: начинается на расстоянии 0,8 км на юг от точки пересечения автотрасс I-410/I-37/US 281 и идёт в направлении к Корпус-Кристи через Beeville. До того как была проложена автотрасса I-37, US 181 проходила по Presa St. из центральной части города до современной трассы.
- Дорога State Highway 16: идёт в Сан-Антонио от Freer, возле города совпадает с автострадой I-410, вместе они проходят через юго-западную часть Сан-Антонио около 27 км (17 миль) до дороги Bandera Road, а затем дорога идёт по направлению к городу Бандера.
- State Loop 345: объездное ответвление Fredericksburg Road от западной части автотрассы I-10 /северной части US-87.[54]
- State Loop 368: объездное ответвление северной части автострады I-35, проходящее по дорогам Broadway и Austin Highway.[55]
- State Loop 353: объездное ответвление вдоль Nogalitos Street и New Laredo Highway от южного участка трассы I-35.[56]
- State Loop 13: внутренняя кольцевая дорога, которая проходит через южную часть города мимо базы ВВС Лакленд, Port San Antonio, торгового центра South Park Mall и Brooks City Base. На юге дорога идёт вдоль Military Dr. а на востоке вдоль WW White Rd до точки пересечения с автомагистралями I-35/I-410. Северная дуга дороги является трассой I-410.

### Велосипедные дорожки
В Сан-Антонио оборудовано приблизительно 219 км (136 миль) велосипедных полос, маршрутов и велосипедных дорожек. Велосипедные маршруты на пересечённой местности проходят вдоль реки Сан-Антонио, искусственных зелёных насаждений и городских парков. Несмотря на то, что большинство этих дорог не связаны между собой, прогресс в создании благоприятной для велосипедистов городской инфраструктуры был подтверждён Лигой велосипедистов Америки, которая присвоила Сан-Антонио «бронзовый уровень населённого пункта, удобного для езды на велосипеде».

### Прокат велосипедов
17 июня 2010 года городской совет утвердил план работы нового вида транспортного сервиса — проката велосипедов. Изначально планировалось, что в наличии транспортной службы будет 140 велосипедов, размещённых в «центральном узле» и 14 пунктах проката. Услугами этой службы могут воспользоваться как местные жители, так и гости города. Некоммерческая организация San Antonio Bike Share была создана для курирования условий предоставления данной услуги, которую на местом уровне будет организовывать и поддерживать Bike World. Программа B-Cycle, аналогичная той, которая существует в Денвере, будет обслуживать систему проката велосипедов. Система начала работу в марте 2011 года.

### Удобство для пешеходов
Согласно исследованию, проведённому в 2011 году компанией Walk Score, Сан-Антонио занимает 40 место в списке 50 крупнейших городов Америки, по критерию пешеходной доступности до большинства бытовых и социальных объектов в местах проживания.

## Средства массовой информации и индустрия развлечений

### Печатные издания
В Сан-Антонио выходит единственная крупная газета San Antonio Express-News, которая печатается в городе с 1865 года. Robert Rivard, являющийся в данный момент исполнительным вице-президентом и редактором газеты, был назначен ответственным редактором в 1994 году, а в 1997 получил пост главного редактора издания. В настоящий момент Express-News считается самой крупной газетой в южной части штата Техас. Корпорация Hearst, которой принадлежала вторая крупная газета San Antonio Light, в 1992 году приобрела у компании News Corp газету Express-News и закрыла газету Light после безуспешной попытки найти на неё покупателя.
Под торговой маркой Express-News корпорация Hearst выпускает еженедельный журнал Conexion, в котором работают исключительно испаноязычные сотрудники, которые освещают события, происходящие в латиноамериканском сообществе. Еженедельная бесплатная «альтернативная» газета San Antonio Current освещает политические новости, события в культурной и общественной жизни города, предоставляет отзывы и мнения о местных ресторанах и даёт описания предстоящих событий в культурной и клубной жизни города. В дополнение к этому San Antonio Business Journal освещает основные новости в деловом мире. Двуязычное издание La Prensa имеет долгую историю в городе. San Antonio River Walk Current — еженедельная газета о важных событиях и знаменитых людях Сан-Антонио.

### Радиовещание
В Сан-Антонио осуществляют вещание около 50 радиостанций, 30 из которых находятся в самом городе. Здесь расположена штаб-квартира Clear Channel Communications — крупнейшего радиовещательного холдинга в США. Ведущая новостная радиостанция компании WOAI AM-1200 считается одной из лучших в стране. KTSA AM-550 стала первой радиостанцией, которая начала своё вещание на территории южной части Техаса в 1922 году. Одни из самых знаменитых ведущих местных ток-шоу на радио KTSA AM-550 являются Jack Riccardi, Trey Ware и Ricci Ware.
В городе можно услышать три радиостанции, которые относятся к сети Национального общественного радиовещания и принадлежат Texas Public Radio: KSTX 89,1 FM вещает в формате новости/ток-шоу, KPAC 88,3 24-часа в сутки передаёт классические музыкальные произведения, а эфир станции KTXI 90,1, которая транслируется на территории центрально-западной части Техаса в округе Hill County, совмещает в своей программе различные ток-шоу, программы новостей и классическую музыку. Радиостанция KSTX также передаёт радиопостановку «Riverwalk Jazz», в которой участвует местная группа Jim Cullum Jazz Band, выступающая в клубе The Landing в районе River Walk с 1963 года.
Некоммерческая радиостанция KRTU 91,7 вещает из стен университета Trinity. В отличие от остальных университетских радиостанций страны, она передаёт 17 часов в сутки композиции в стиле джаз, а ночью — в стиле колледж-рок/инди-рок. В эфире альтернативной радиостанции KSYM, 90,1 FM, которая принадлежит организации Alamo Community College District, работают студенты из San Antonio College. Также как и радиостанция KRTU, она передаёт некоммерческую музыку в программе Third Coast music network днём и альтернативную музыку ночью.
Большинство латиноамериканских радиостанций передают композиции исполнителей в региональных стилях и направлениях мексиканской музыки, в стиле техано или современную поп-музыку. 12 января 2006 года радиостанция KCOR-FM «La Kalle 95,1», принадлежащая телекоммуникационной компании Univision, изменила свой формат. Вместо формата «современные энергичные латиноамериканские хиты» радиостанция стала транслировать латиноамериканские композиции, популярные в 1980—1990 годах, и была переименована в «Recuerdo 95,1». 10 ноября 2006 года Univision объявила, что она меняет формат радиостанции KLTO 97,7 с техано на реггетон, в попытке заново приобщить жителей Сан-Антонио к этому стилю музыки. Вскоре, формат радиостанции 97,7 был изменён на рок. Радиостанция больше не транслирует композиций на английском языке и, все ещё находясь во владении Univision, передаёт музыкальные произведения таких исполнителей как, например, Linkin Park.
После года работы в формате «популярные 80 и 90», радиостанция KCOR-FM была обратно переименована в «La Kalle» и её формат изменился на «современные хиты». В том же году, но немного раньше, радиостанция KLTO 95,1 поменяла своего владельца и стала вещать в одном формате («техано») с радиостанцией KXTN 107,5. В последние годы радиовещание в Сан-Антонио становится все более разнообразным, вследствие сильного влияния латиноамериканцев, приехавших в Сан-Антонио из других регионов. В большинстве своём это уроженцы Восточного побережья США, которые проходят службу на многочисленных военных базах, расположенных в городе, а также иммигранты из Мексики. В связи с этим, в Сан-Антонио, как и на всей остальной территории страны, компании, которым принадлежат радиостанции, изменяют форматы радиовещания под влиянием изменений демографической ситуации.

### Телевидение
Несмотря на то, что территория города и агломерация отличаются сравнительно большими размерами, рынок телевизионных услуг в Сан-Антонио никогда не считался крупным. Согласно данным маркетингового исследования, проведённого компанией ACNielsen, в настоящий момент он занимает 36 место в США. Для сравнения, в двух других городах в штате Техас — Хьюстоне и Далласе, население которых составляет более миллиона человек, рынок телевизионных услуг входит в десятку крупнейших по стране. Главной причиной является то, что территория близлежащих пригородных и сельских районов не превышает размер территории самого города. К тому же, в случае с Сан-Антонио, близкое расположение Остина сокращает потенциальный объём рынка.
В Сан-Антонио транслируются следующие телевизионные каналы: WOAI — 4 канал (NBC), KSAT — 12 канал (ABC), KENS — 5 канал (CBS), KABB — 29 канал (Fox Broadcasting Company), KCWX — 2 канал (myNetworkTV), KMYS — 35 канал 35 (The CW) и KLRN — 9 канал (PBS). В городе вещают 6 испаноязычных телеканалов, три религиозных канала, три независимых канала и один канал интернет-телевидения (210 TV). Доля кабельного телевидения на рынке телевизионных услуг в Сан-Антонио составляет 65 %.

## Города-побратимы
- Монтеррей (1953)
- Гвадалахара (1974)
- Лас-Пальмас-де-Гран-Канария (1975)
- Кванджу (1981)
- Гаосюн (1981)
- Санта-Крус-де-Тенерифе (1983)
- Кумамото (1987)
- Ченнаи (2008)
- Уси (2012)
- Виндхук (2016)
- Дармштадт (2017)

Партнёрские связи:
- Сучжоу (2010)
- Тель-Авив (2011)